# Joos van Cleve
Pour les articles homonymes, voir Joos (homonymie) et Cleve.
Joos van Cleve, né Joos van der Beke (v. 1485-1490 – 1540-1541), est un peintre flamand de l'École d'Anvers présumé originaire de Clèves ou des environs de cette ville allemande située au bord du Rhin. Sa date de naissance est inconnue. Il meurt en 1540 ou 1541 à Anvers.
Peintre de premier plan, actif à Anvers depuis son arrivée vers 1511 jusqu'à sa mort en 1540 ou 1541, il combine les techniques traditionnelles des primitifs flamands avec des influences de styles de la peinture de la Renaissance flamande plus contemporains.
Membre actif et co-diacre de la guilde de Saint-Luc d'Anvers, il est surtout connu pour ses œuvres religieuses et ses portraits, certains de la royauté. Il dirigeait un grand atelier, avec au moins cinq élèves et assistants, qui produisit des peintures de styles variés au cours de sa carrière. Son art montre une sensibilité à la couleur et une solidarité unique des figures. Son style est très éclectique : il est l'un des premiers à introduire de vastes paysages-monde dans les arrière-plans de ses peintures, collaborant parfois avec Joachim Patinier, qui deviendra une technique populaire des peintures de la Renaissance nordique du XVIe siècle. Certaines œuvres reflètent le style populaire du maniérisme anversois, tandis que d'autres sont des variations sur les premiers maîtres flamands de deux générations ou plus auparavant, ou encore reflètent la peinture italienne récente.
Peintre flexible, il savait adapter son style aux souhaits de ses clients et peignit dans le style des grands peintres brugeois ainsi que dans le style maniériste anversois de son époque et dans celui de la Renaissance italienne pour les œuvres commandées par des clients italiens. Joos van Cleve est un peintre très productif : plus de trois cents œuvres  lui sont attribuées, ainsi qu'à son atelier.
Joos van Cleve est l'un des vingt peintres de la famille van Cleve ayant travaillé à Anvers et Gand. Il fait partie des plus connus avec Hendrik III van Cleve, Martin van Cleve et William van Cleve le Jeune. Il est le père de Cornelis van Cleve (1520-1567) qui devint également peintre et hérita de l'atelier. Cornelis tomba malade lors d'un séjour en Angleterre et fut surnommé « Sotte Cleef » (Cleef fou) en raison de la folie qui le frappa,

## Identification
Quatre de ses tableaux les plus importants portent le monogramme « JB », vraisemblablement pour Joos van der Beke, placé plutôt discrètement. Dans trois autres œuvres, un autoportrait est placé parmi les personnages mineurs. Du XVIIe au XIXe siècle, le nom de Joos van Cleve en tant qu'artiste se perd. Certaines des peintures désormais attribuées à Joos van Cleve sont, à cette époque, connues comme les œuvres du « Maître de la Mort de la Vierge », d'après le triptyque du musée Wallraf Richartz de Cologne, un peintre anonyme auteur de deux triptyques aujourd'hui conservés à la Alte Pinakothek de Munich et au Wallraf-Richartz Museum. En 1894, le monogramme au dos du triptyque est reconnu comme celui de Joos van der Beke, le vrai nom de Joos van Cleve. Son œuvre est reconstituée dans les années 1920 et 1930 par Ludwig von Baldass et Max Jakob Friedländer. Aujourd'hui, plus de 300 œuvres lui sont généralement attribuées, ou à son atelier, dont la qualité et le style varient considérablement.
Dans son Schilder-boeck, Carel van Mander le confond avec son fils Cornelis, surnommé « sotte Cleef » .

## Biographie

### Origines
Joos van Cleve est né vers 1485-1490. Son lieu de naissance n'est pas connu avec précision. Dans divers documents juridiques anversois, il est désigné sous le nom de « Joos van der Beke alias van Cleve ». Il est donc probable, même si aucune preuve documentaire subsiste, qu'il soit originaire de la région ou de la ville du Bas-Rhin nommée Clèves, d'où son nom est dérivé, dans le duché de Clèves, aujourd'hui en Allemagne, qui à son époque, fait partie linguistiquement et culturellement des Pays-Bas. Des traces de la famille Van der Beke peuvent être trouvées près de Wesel au nord-ouest de la Rhénanie-du-Nord-Westphalie, mais rien n'indique que Joos ait un lien de parenté avec ce Van der Bekes. Aucune information fiable n'a été trouvée sur le père ou la mère de Joos van der Beke et rien ne peut être trouvé dans les archives anversoises à son sujet avant son entrée dans la guilde de Saint-Luc en 1511.

### Formation

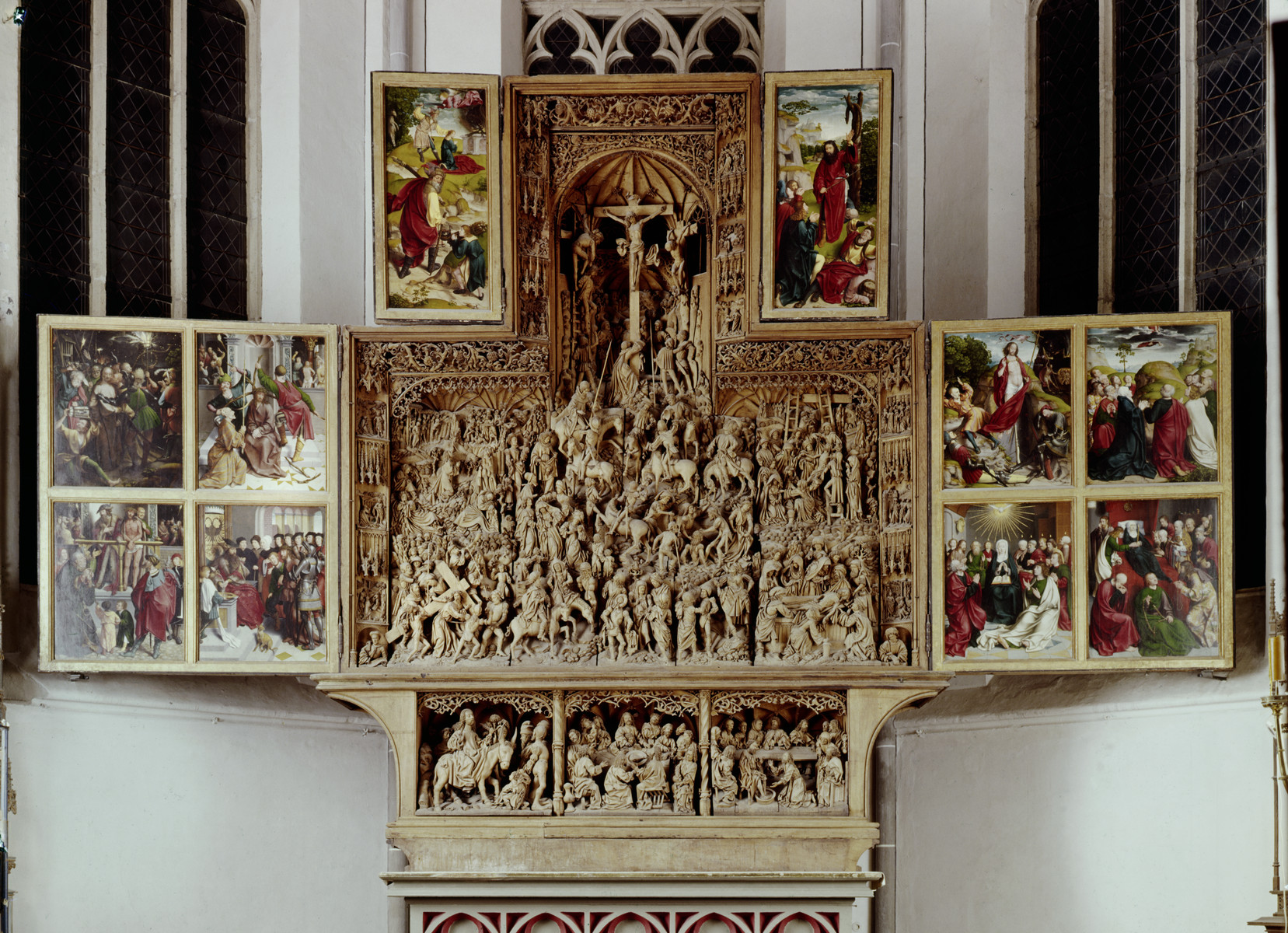
Jan Joest van Kalkar, maître-autel de l'église Saint-Nicolas de Kalkar.

Joos van Cleve aurait été formé dans l'atelier de Jan Joest van Kalkar (1460-1519), un peintre de Kalkar ou Wesel, dans le duché de Clèves d'alors. Cette association est basée sur sa collaboration sur le retable que Jan Joest a peint pour le maître-autel de l'église Saint-Nicolas à Kalkar entre 1506 et 1509,. Sur un panneau du volet extérieur droit, qui représente La Résurrection de Lazare, Joos s'est représenté comme l'un des spectateurs. Sur la base de cet autoportrait, on peut conclure avec certitude que Joos a collaboré avec Jan Joest sur cette commande importante, mais on ne sait pas à quel titre, apprenti, compagnon ou domestique. Ni dans les contrats concernant le retable ni dans d'autres archives, il n'est fait mention de Joos van Cleve et aucune preuve documentaire ne situe Joos comme élève de Jan Joest. De plus, le fait qu'il ait participé à la peinture du retable montre qu'il est déjà très avancé dans sa formation ou qu'elle est terminée ; on peut donc supposer que Jan Joest considère Joos comme un peintre accompli. Il reste donc très difficile et hypothétique de nommer exactement son maître. Cet ouvrage permet de déduire une date de naissance vers 1485 à 1490,.

### Carrière

#### Bruges (?)
En se basant sur les influences brugeoises dans ses premières œuvres, certains historiens de l'art pensent que Joos van Cleve aurait travaillé à Bruges de 1508 à 1511 après sa collaboration au retable de Kalkar. Entre autres, son Adam et Ève, aujourd'hui conservé au musée du Louvre à Paris, et les différentes peintures de Vierge à l'Enfant rappelant le style de Gérard David, vont dans cette direction selon plusieurs historiens de l'art. Micha Leeflang souligne que Gérard David est enregistré comme maître libre à Anvers et à Bruges et que Joos van Cleve aurait donc parfaitement pu se familiariser avec son travail à Anvers. Aucun document n'a été trouvé confirmant le séjour de Joos van Cleve à Bruges et il n'est donc pas du tout certain qu'il y ait travaillé.
Hand ajoute que l'art des peintres brugeois tels que Jan van Eyck, Gérard David et Hans Memling est connu dans la région du Bas-Rhin. Jan Joest, avec qui van Cleve a certainement travaillé, connait également la peinture flamande : son retable de l'église Saint-Nicolas montre également des influences de maîtres flamands. Adam et Eve de Joos van Cleve (daté dans le cadre de 1507) aurait donc tout aussi bien pu être peint à Kalkar. Il est clair que Joos van Cleve s'est inspiré du triptyque de la Vierge à l'Enfant en majesté de Gérard David, aujourd'hui au Louvre, pour la figure d'Adam et d'une œuvre similaire de Memling, aujourd'hui au musée d'Histoire de l'art de Vienne pour la pose d'Ève, mais aussi sur l'Adam et l'Ève du retable de Jan Joest de Kalkar. Pour Hand aussi, un séjour à Bruges est tout à fait possible, mais tout sauf certain.
L’explication du style brugeois de ses premières œuvres est assez évidente : lorsque Joos van Cleve s'installe à Anvers en tant que maître libre en 1511, aucune école anversoise ne crée l'étonnement. Ce que Joos trouve sur place et ce que ses collègues peignent est un mélange de styles et de qualités différents. Il n'est donc pas surprenant que Van Cleve continue à travailler au début de sa carrière de peintre dans le style brugeois que ses clients potentiels connaissent. Avec ses Vierge à l'Enfant, qu'il peint à la manière de Gérard David ou d'après un modèle de Robert Campin, il obtient apparemment un certain succès étant donné le nombre d'exemplaires conservés, alors même qu'un peintre devait vivre de la vente de ses œuvres.

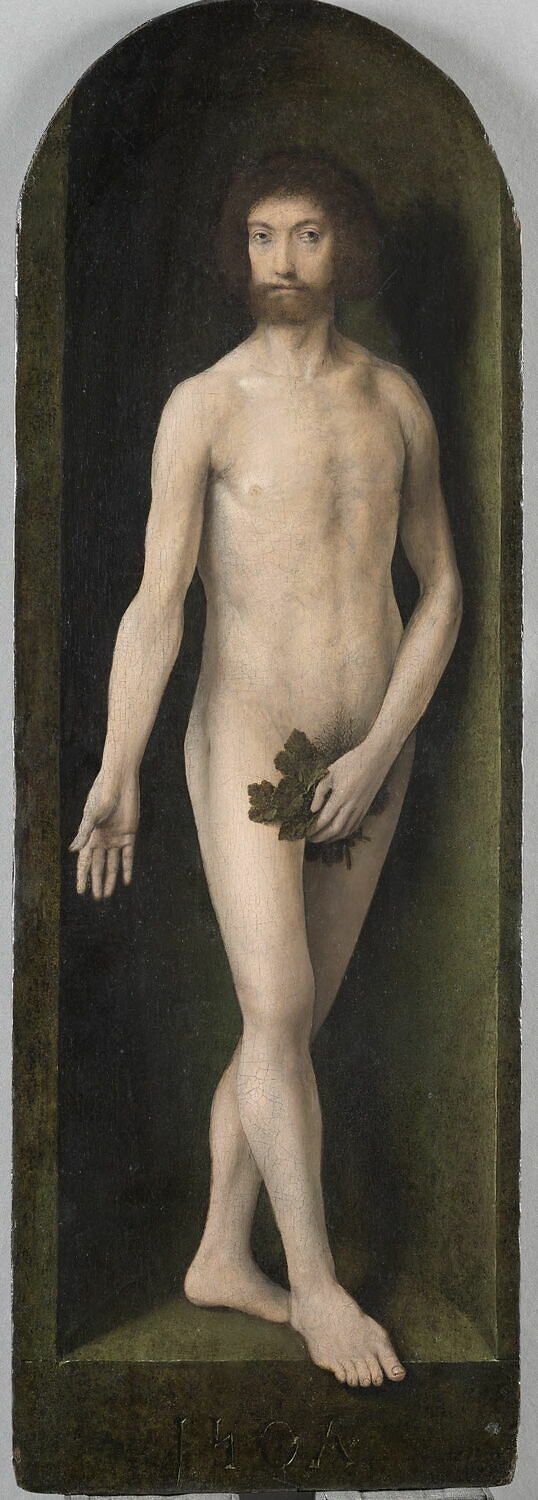
Adam et...
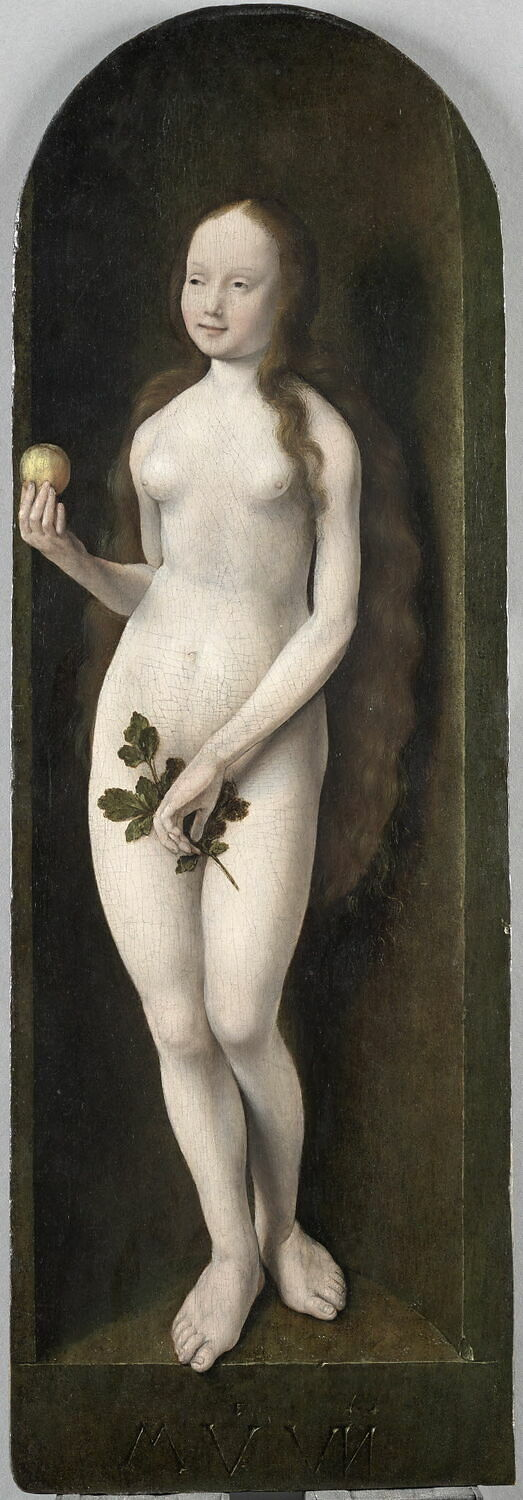
Ève, 1507, musée du Louvre.
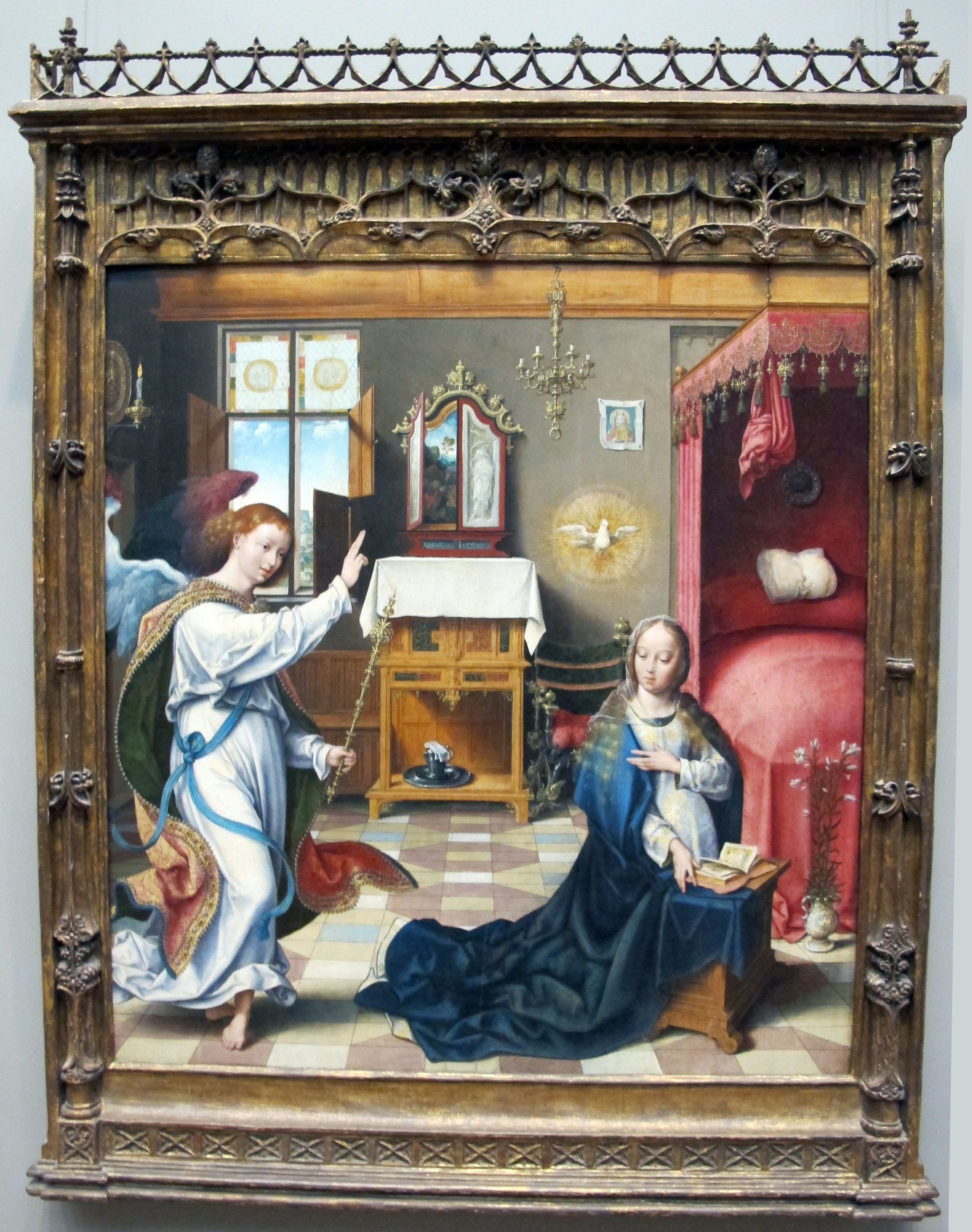
Annonciation, vers 1525, exemple de l'influence de Bruges, Metropolitan Museum of Art, New York.

#### Installation à Anvers

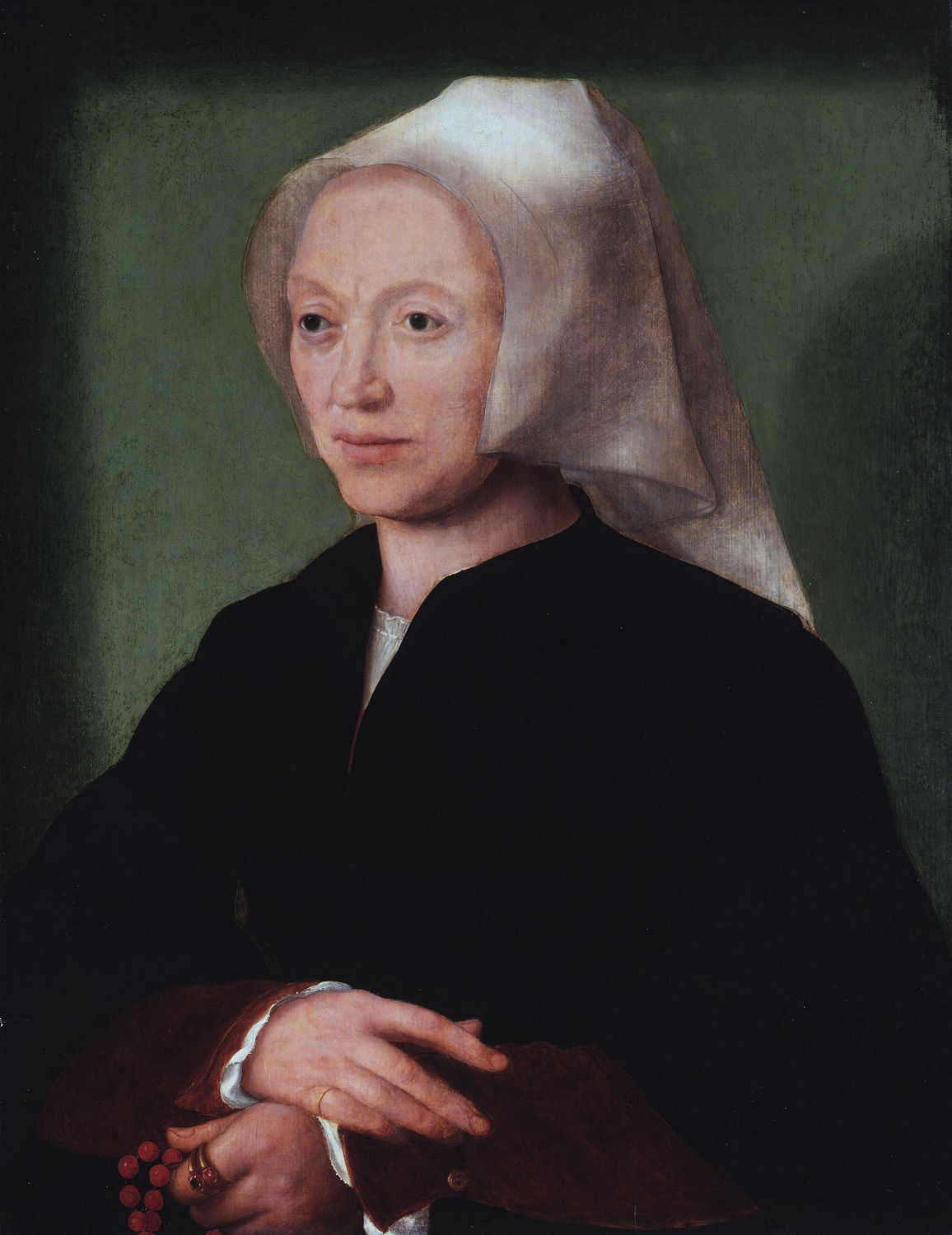
Katlijne van Mispelteeren, seconde femme de l'artiste, vers 1535-1540, Royal Collection.

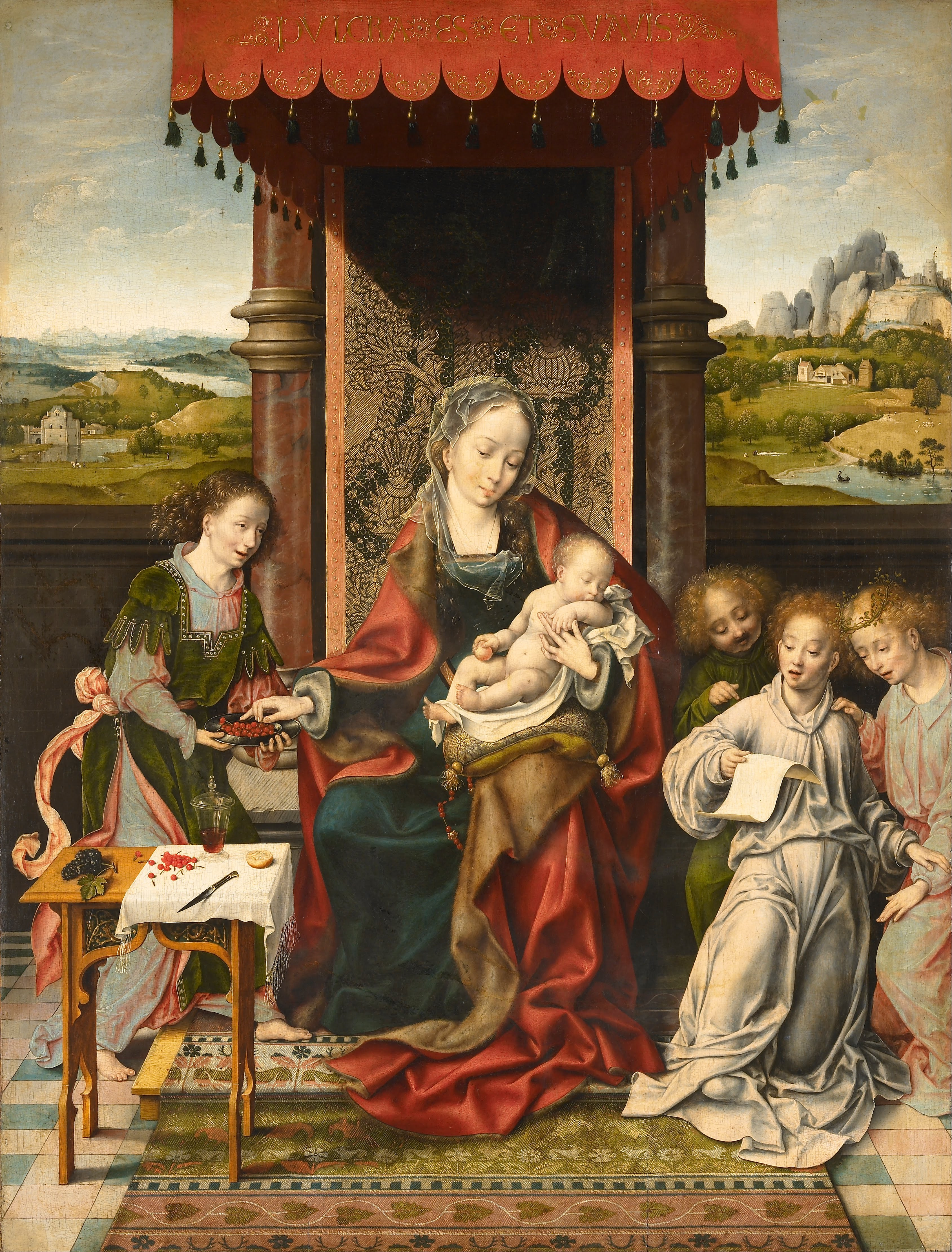
Vierge à l'Enfant avec des anges, vers 1525, Walker Art Gallery, Liverpool.

Son nom apparait pour la première fois dans les Liggeren de la guilde de Saint-Luc d'Anvers comme maître libre en 1511 ; cinq ans plus tard, en 1516, il accueille son premier élève, Claes van Brugge. Cela signifie qu'il est déjà bourgeois d'Anvers en 1511, car on ne pouvait pas devenir maître libre si l'on n'était pas de la bourgeoisie. Cependant, rien ne peut être trouvé dans les archives anversoises sur un éventuel achat de ce statut.
Il est co-diacre de la guilde pendant plusieurs années vers 1520 et y inscrit des élèves à diverses dates entre 1516 et 1536. Il en est nommé doyen la première fois en 1519, avec Simon van Dale.  
La même année, Joos épouse Anna Vijdts. Le couple a deux enfants, un fils, Cornelis, en mai 1520 et une fille, Jozijne, en 1522. Sa première épouse Anna meurt en 1528 ; il se remarie avec Katlijne van Mispelteeren en 1529,. Dans son testament rédigé le 10 novembre 1540, il est fait référence à une fille illégitime, Tannekin, qu'il a engendrée avec Clara van Arp. Pieter Coecke van Aelst est désigné par Joos pour exécuter le testament. Katlijne, mentionnée comme veuve en 1541, lui survit vingt ans et prend soin de son fils Cornelis, qui s'installe en Angleterre mais revient à Anvers en proie à la folie.
Van den Branden mentionne en outre que Joos a loué une maison près de la chapelle de la grâce et que le 25 mars 1528, il achète la maison het Exterken à l'extérieur du vieux Koepoort et à proximité de Koepoortbrugge, à ses beaux-parents, Jan Vijdt, un droogscheerder (personne qui prépare les feuilles de papier), et Geertruid Karijs. Il y installe son atelier où il forme, entre autres, son fils Cornelis.
En 1520, il est donc de nouveau nommé doyen de la guilde, cette fois avec Jan Wellens de Cock, un autre peintre. La même année, il devient également membre de la guilde de Notre-Dame de la cathédrale Notre-Dame d'Anvers. En 1523, Jacob (Coppen) est son apprenti. En 1525, il est nommé doyen de la guilde pour la troisième fois avec Willem van Meulenere. Il accueille deux autres élèves en 1535, Frans Dussy et Willeken de Stomme, puis en 1536 Joost Dierickssone.
La guilde de Saint-Luc créé une armenbus (boîte aux pauvres) en 1538, un fonds censé fournir des prestations aux frères de la guilde pauvres ou malades. Van Cleve est également nommé doyen de cette organisation, dont il est cofondateur, en 1538 et 1540.
Comme il n'existe aucune trace de son séjour à Anvers entre 1529 et 1534, il est possible qu'il passe une partie de ce temps en Italie ou en France à la cour, voire à Londres.
Joos van Cleve doit être décédé entre le 10 novembre 1540, date à laquelle son testament est enregistré, et le 13 avril 1541, date à laquelle Katlijne van Mispelteeren est nommée veuve dans un acte de vente de deux maisons de la Reyndersstraat. D'après les documents survivants, il serait mort le 4 février 1541. Le 4 février, la veuve vend het Exterken, l'ancien atelier.

#### France (?)
En 1567, Lodovico Guicciardini écrit à propos de Joos van Cleve dans sa Descrittione di tutti i Paesi Bassi, altrimenti detti Germania lowere : « Joos van Cleve, citoyen d’Anvers, était si habile à colorier et excellent à représenter la nature, que François Ier roi de France qui a demandé à ses hommes d’amener quelques bons artistes à sa cour l’a choisi pour être emmené en France pour le roi, représenter la reine et d’autres princes, pour lequel il a été récompensé par une louange suprême et de grandes sommes. » Ce texte et l'absence de mention de Van Cleve dans les Liggeren et les archives entre 1529 et 1535 ont conduit de nombreux historiens de l'art à supposer que Joos van Cleve séjourne et travaille à la cour de France entre 1529 et 1535, et a également visité l'Italie entre-temps.
Mais dans un document récemment découvert du 17 février 1533, Joos van Cleve donne au marchand d'art Joris Vezeleer (vers 1493-1570) l'autorisation de recevoir du roi le paiement de trois tableaux en son nom. Cela remet en question son séjour à la cour de France, d'autant plus que, hormis le portrait de François Ier et celui de son épouse Éléonore de Habsbourg, une Lucrèce et un tableau avec Joseph, aucune autre œuvre de Van Cleve a été commandée par François Ier. Micha Leeflang estime que le portrait de François Ier lui-même n'est pas nécessairement la preuve d'un voyage en France, il aurait pu être peint d'après une œuvre d'un autre artiste ou lors d'une des visites de François Ier et d'Éléonore de Habsbourg aux Pays-Bas méridionaux. Laure Fagnart situe la visite de Joos van Cleve à la cour de France entre 1531 et 1533 et Cécile Scailliérez estime que les portraits de François Ier et d’Henri VIII auraient pu être peints à l’occasion de la rencontre des deux monarques à Calais et Boulogne entre le 21 et le 29 octobre 1532 ; les historiens de l'art ne sont donc visiblement pas encore d'accord.

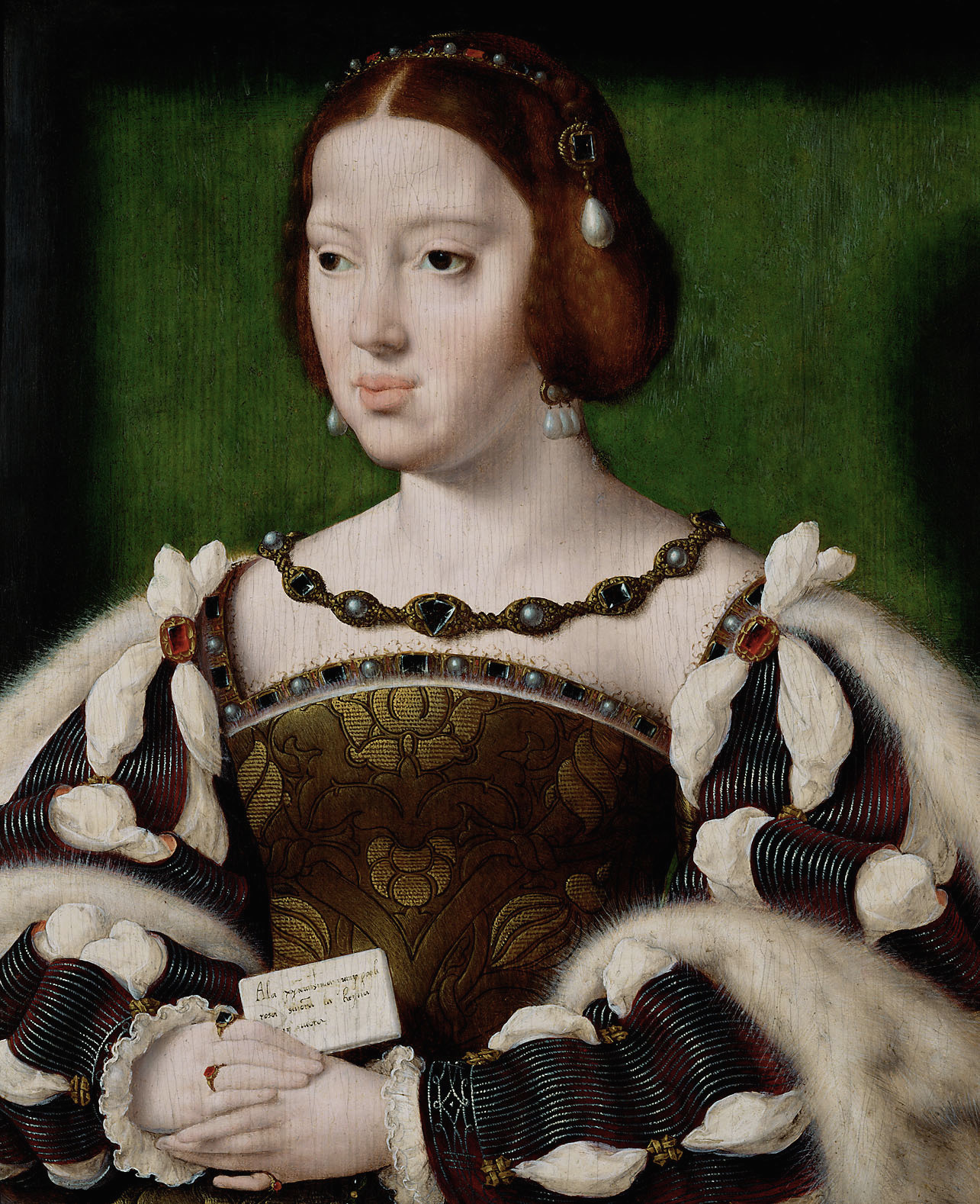
Portrait d'Éléonore de Habsbourg.
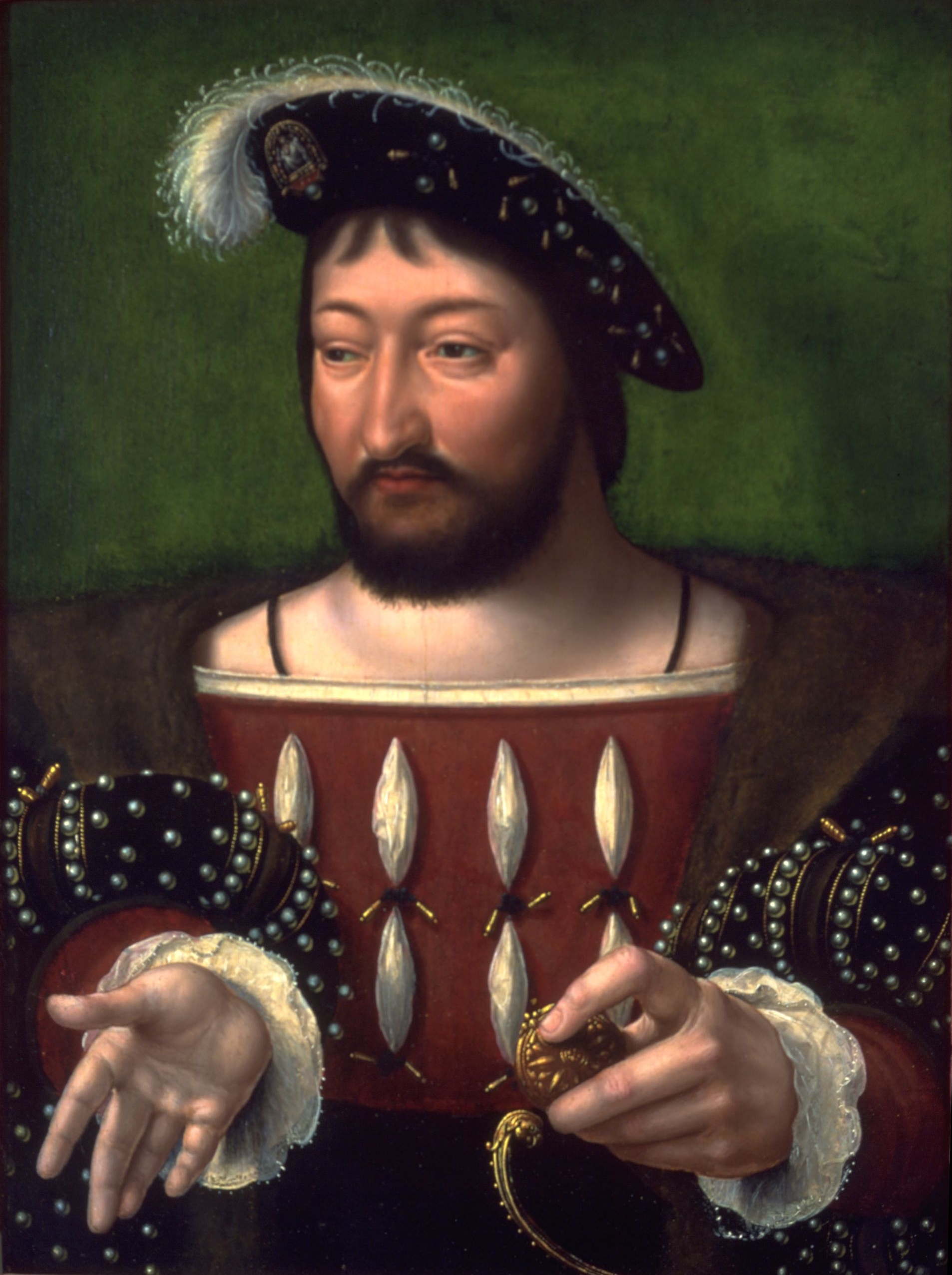
Portrait de François Ier.

#### Angleterre: confusion avec son fils Cornelis
Carel van Mander décrit un voyage de Joos van Cleve en Angleterre dans son Schilder-boeck de 1604. En raison d'un manque de réussite à Anvers, Joos s'y serait installé au moment du mariage de Philippe II (roi d'Espagne) avec Marie Tudor, dans l'espoir de pouvoir y vendre ses peintures. Toutefois, ce mariage a lieu en 1554, alors que Joos est mort depuis au moins quatorze ans. Il aurait fait appel à Antonio Moro, le peintre de la cour de Philippe II, pour qu'il intercède en sa faveur, mais en même temps une cargaison de tableaux arrive d'Italie, dont des œuvres de Titien. Ceux-ci sont achetés par le roi, de sorte que Van Cleve se retrouve sans rien. Van Mander ajoute : « Il devint plus dur à l'égard de Moro et lui donna une attitude hautaine, qui n'était pas encore le résultat d'un bon Maître… Cleef devint si complètement désorienté dans ses sens qu'il fit des choses merveilleuses : il vernissait à la térébenthine ses vêtements, sa cape et son bonnet, et tout reluisant dans la rue quand il marchait. ». Van Mander a basé son histoire sur une interprétation erronée d'un texte de Dominique Lampson dans Les Effigies des peintres célèbres des Pays-Bas (Anvers, 1572), dans lequel il déclare que : « L'art de Joos van Cleve et celui de son fils l'avaient rendu heureux à condition qu'il ait conservé sa raison. » L'homme qui est devenu fou est Cornelis et non Joos. L'histoire de Van Mander a donné naissance à l'idée qu'il y avait eu deux peintres nommés Joos van Cleve, appelés le jeune et l'ainé. Il faudra attendre le XXe siècle pour que les relations familiales de Joos van Cleve soient clarifiées et, aujourd'hui encore, des références à « Joos le jeune » et « Joos l'aîné » peuvent être trouvées dans la littérature, comme dans l'Encyclopædia Britannica (23-7-2010) et le site du Joslyn Art Museum au Nebraska.

## Style

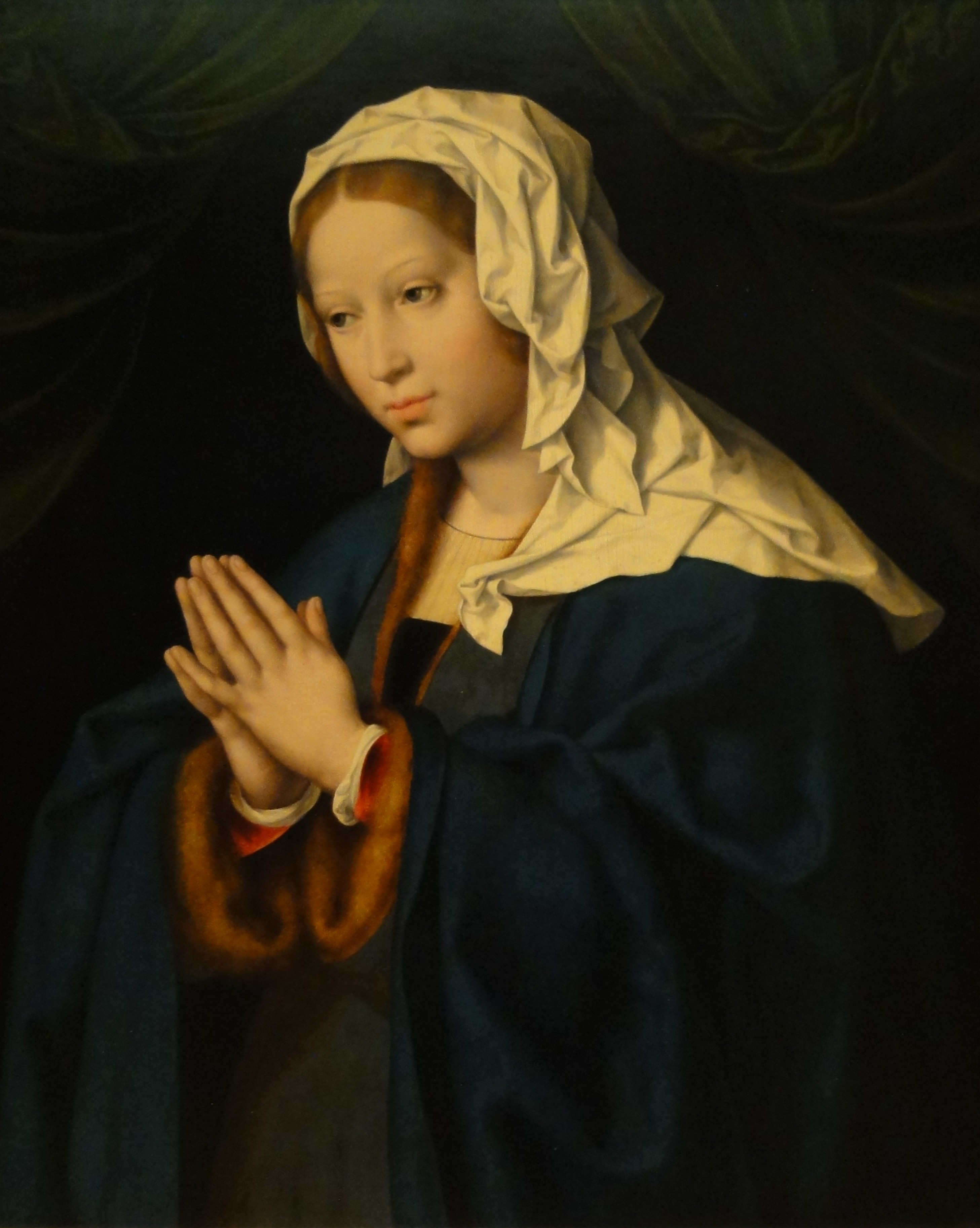
Vierge en prière, Residenzgalerie, Salzbourg.

Le style de Joos van Cleve est assez éclectique. L'influence de Kalkar et de Bruges est visible dans de nombreuses premières œuvres, comme Adam et Eve (1507). La Mort de la Vierge (1520) montre l'influence conjuguée de plusieurs artistes, l'émotion intense de Hugo van der Goes et les idées iconographiques de Jan van Eyck et Robert Campin. Une forte influence de l'art italien combinée à la sensibilité de Joos van Cleve aux couleurs et à la lumière rendent ses œuvres particulièrement uniques. Le style maniériste anversois est identifiable dans L'Adoration des Mages. On pense que les maniéristes anversois ont été à leur tour influencés par le peintre.
Rogier van der Weyden, Robert Campin, Hans Memling et Joachim Patinier se retrouvent facilement dans son œuvre. Pour ses clients génois, il opte sans effort pour le style Renaissance qui est alors populaire à Gênes. Il est à l'aise sur de nombreux marchés et livre des œuvres dans le style commandé par le client. Dans ce contexte, Van Mander dit dans son Schilder-boeck que « le bon artiste a donné au riche client ce qu’il demandait », par exemple, les deux triptyques avec La Mort de la Vierge commandés dans les premières années de Joos comme maître libre par les frères Nicasius et Georg Hackeney de Cologne, sont réalisés dans le format allemand typique pour l'époque, qui n'est pas commun dans l'atelier de Joos van Cleve, mais pas non plus dans les Pays-Bas méridionaux. Le matériau utilisé pour le dessin sous-jacent est également conforme à la tradition allemande et s'écarte de ce que Joos fait dans ses autres œuvres. Les postures des apôtres dans le panneau central des deux œuvres sont liées au maniérisme anversois ; la composition, en revanche, rappelle les œuvres sur le même thème de Hugo van der Goes et Petrus Christus. Une autre œuvre commandée à Cologne par le conseiller Gobel Schmitgen, le triptyque avec La Lamentation du Christ, installé en 1524 dans l'église Sainte-Marie de Lyskirchen, en raison de ses couleurs vives et des grandes demi-figures, est très italienne. L'œuvre présente également de grandes similitudes avec le retable de Maria della Pace (aujourd'hui au Louvre) peint par Joos van Cleve pour le compte de l'Italien Nicolò Calvi Bellogio Joos van Cleve.

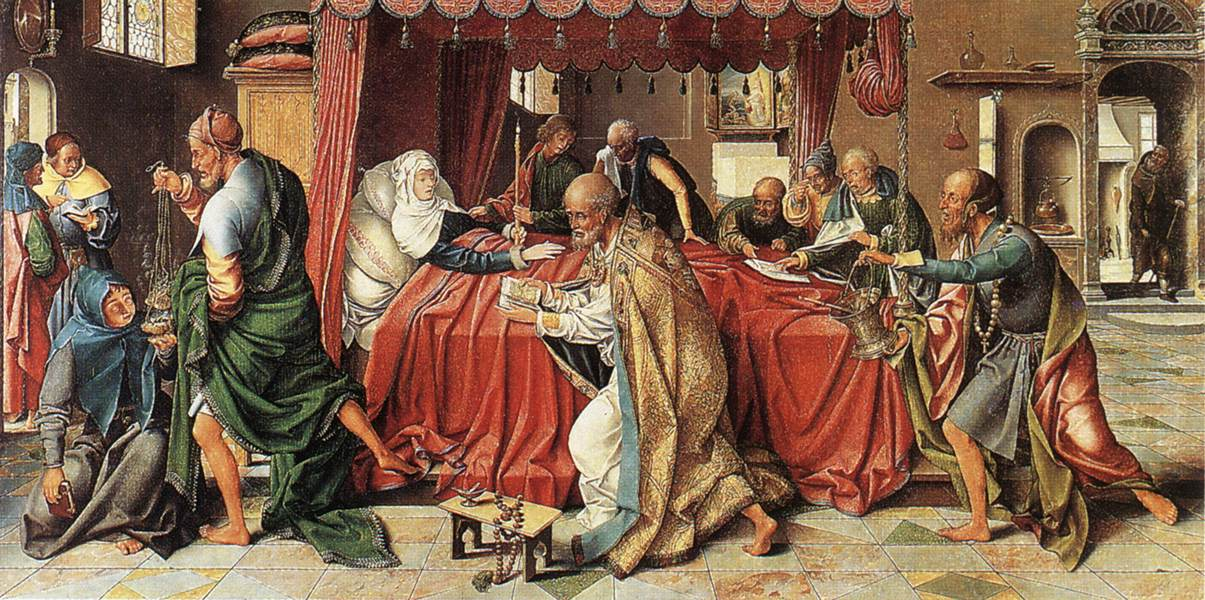
La Mort de la Vierge, 1520, musée Wallraf Richartz, Cologne.

Comme Quentin Metsys, un autre artiste actif à Anvers, Joos van Cleve s'est approprié les thèmes et les techniques de Léonard de Vinci. Cela se voit dans l'utilisation du sfumato dans la Vierge à l'Enfant. Plusieurs versions d'une Vierge à l'Enfant et de la Sainte Famille, douce et sentimentale, ont été réalisées dans son atelier.
Le style des œuvres de Joos van Cleve est aussi difficile à expliquer chronologiquement. Il n’y a pas d’évolution claire dans son style de peinture au fil des années. L' Adoration des Mages commandée par Oberto de Lazario Cattaneo pour sa chapelle de l'église San Luca di Albaro près de Gênes (aujourd'hui dans la Gemäldegalerie Alte Meister à Dresde) en est un exemple. Les Génois commandent des peintures à Anvers au début du XVIe siècle en raison de l'absence de bons artistes locaux, mais s'attendent à ce que le style soit conforme à celui des grands artistes italiens. Cette œuvre est installée à Gênes vers 1518 et est donc peinte à la même époque que les deux triptyques représentant La Mort de la Vierge. La composition de cette œuvre est complètement différente de celle des triptyques de Cologne et est comparable aux œuvres de Léonard de Vinci et de Francesco Sacchi. L'utilisation de modèles, manifestement fréquemment utilisés dans l'atelier de Joos van Cleve, rend également difficile la chronologie des œuvres. Par exemple, la figure de Balthasar dans l' Adoration des Mages de Dresde a été copiée sur les œuvres conservées à Naples et Détroit (Michigan), créées près de 10 ans plus tard.

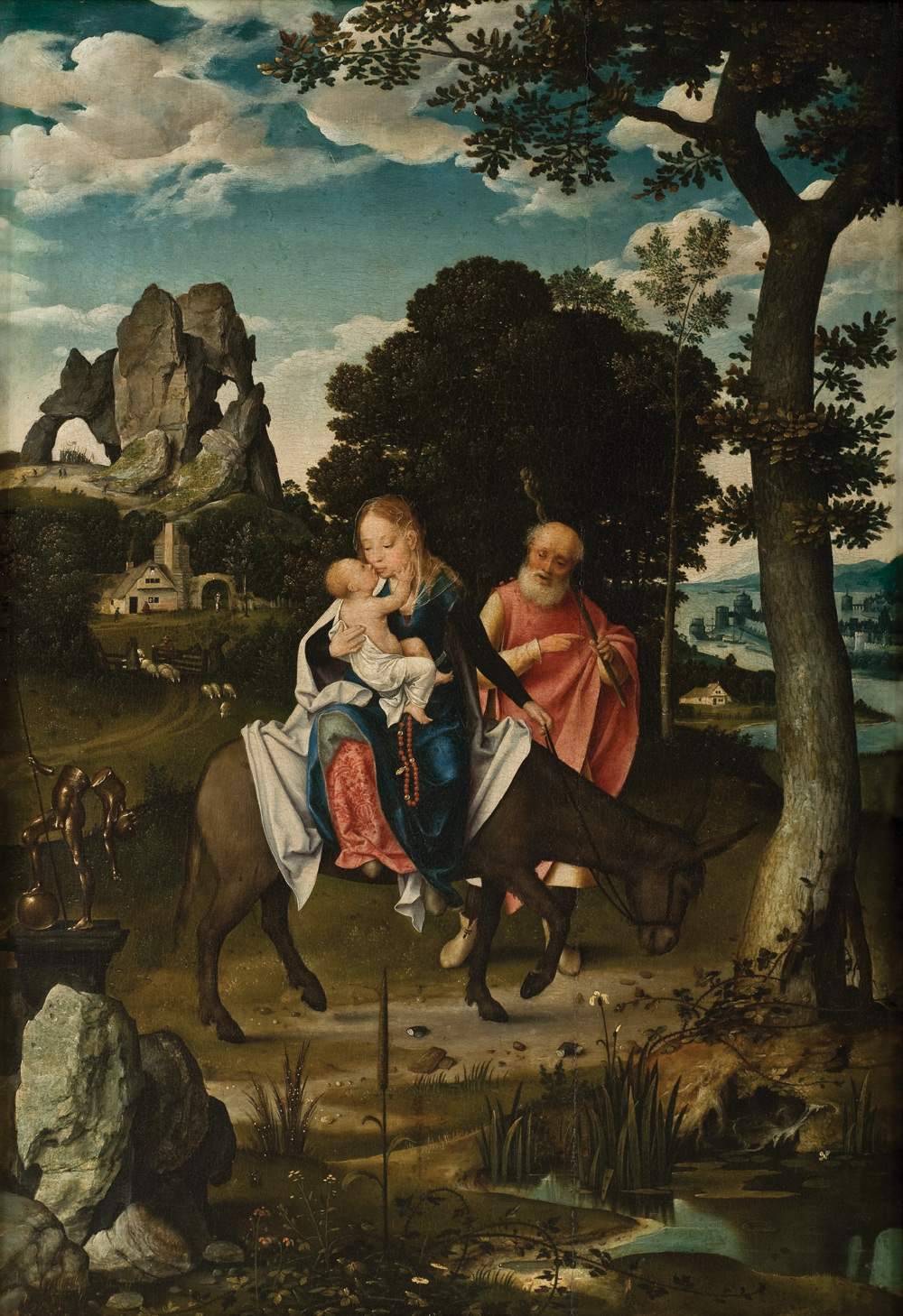
La Fuite en Égypte avec le paysage de Patinier, vers 1520, musée d'Art de Ponce, Porto Rico.

L'influence de Joachim Patinier peut être clairement établie dans la chronologie de son œuvre. Patinier s'installe comme maître libre à Anvers en 1515 et y reste actif jusqu'à sa mort en 1524. Avant 1515, aucune influence de Patinier n'est perceptible dans les œuvres de Joos van Cleve. Les vastes paysages de Patinier ne se retrouvent ni dans les triptyques de La Mort de la Vierge, ni dans le retable de Reinhold, ni dans les Vierge à l'Enfant réalisées avant 1515. Après l'installation de Patinier à Anvers, Joos van Cleve imite et assimile très vite son style de paysage. Le paysage du Repos pendant la Fuite en Égypte conservé au musées royaux des Beaux-Arts de Belgique est une copie presque littérale de celui de l'œuvre du même nom de Patinier conservée au musée Thyssen-Bornemisza de Madrid. La composition du thème principal est dérivée de l'œuvre du même nom de Gérard David et la Vierge Marie est calquée sur une œuvre de Rogier van der Weyden.
Les œuvres réalisées dans l'atelier de Joos van Cleve sont le produit de la perfection artisanale. Leur grande qualité fait de l'ombre à la plupart de ses contemporains anversois, même si ses méthodes de travail ne différent pas fondamentalement de celles des autres maîtres de la ville. La critique selon laquelle Joost van Cleve est un brillant copiste mais n’a guère créé d’œuvre propre découle en fait du déplacement de notre vision contemporaine de l’art vers le début du XVIe siècle. À cette époque, faire référence aux grands maîtres de la période précédente, le XVe siècle, est tout à fait normal et n'évoque pas l'idée de plagiat mais plutôt d'hommage à un illustre prédécesseur. L'art de la Renaissance nordique tire son autorité de la répétition.

## Œuvres

### Caractéristiques

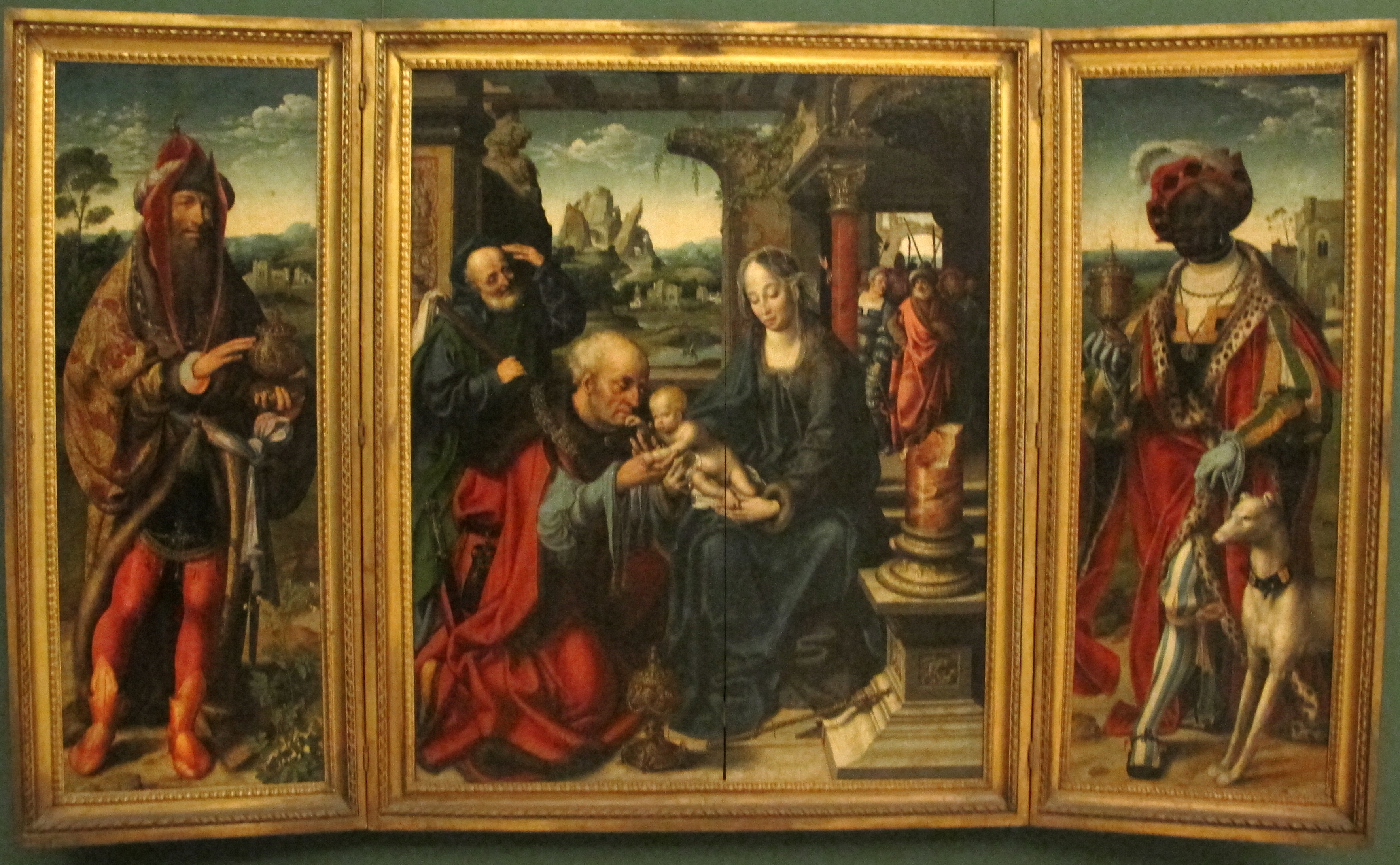
Triptyque de L'Adoration des Mages, probablement la version principale, v. 1525, musée de Capodimonte, Naples.

Ses compositions ont été souvent copiées, répétées ou adaptées ; par exemple, au moins six versions d'une composition du triptyque de l'Adoration des Mages réalisée par lui et son atelier sont connues, bien que variant considérablement en taille, la largeur du panneau central allant de 56 à 93 cm, probablement du fait que les peintures étaient destinées à différents sites, des chapelles de maisons privées à des églises.
De nombreux tableaux contiennent des motifs héraldiques, ce qui permet souvent d'identifier les clients, dont onze des vingt et un retables attribués à l'atelier. Dans d'autres œuvres, l'identité des saints locaux donne des indices. Anvers est alors le centre du commerce européen et la classe marchande anversoise est très cosmopolite. Cinq tableaux peuvent être liés à l'Italie, notamment à Gênes, et d'autres à Cologne (trois retables) et à Dantzig en Allemagne, et quatre à diverses villes néerlandaises. D'autres portent les armes de sa patrie Mark-Cleves, des territoires de Jean III de Clèves, duc de Clèves et du Saint-Empire romain germanique, évoquant le duc ou un proche courtisan. Trois tableaux livrés au roi François Ier de France sont connus.
La grande majorité de son œuvre est constituée de sujets ou de portraits religieux, à l'exception des versions du Suicide de Lucrèce et d'un nu mi-long à la Léonard, la Mona Vanna, à la Galerie nationale de Prague.
En janvier 2021, un épisode de la série BBC Four Britain's Lost Masterpieces, centré sur la collection de beaux-arts du Brighton Pavilion, a permis la découverte une œuvre de Joos van Cleve, un portrait de Balthazar, précédemment attribué à Bernard van Orley. Le tableau constituait autrefois la porte gauche d’un triptyque de retable pliant,.

### Portraits royaux

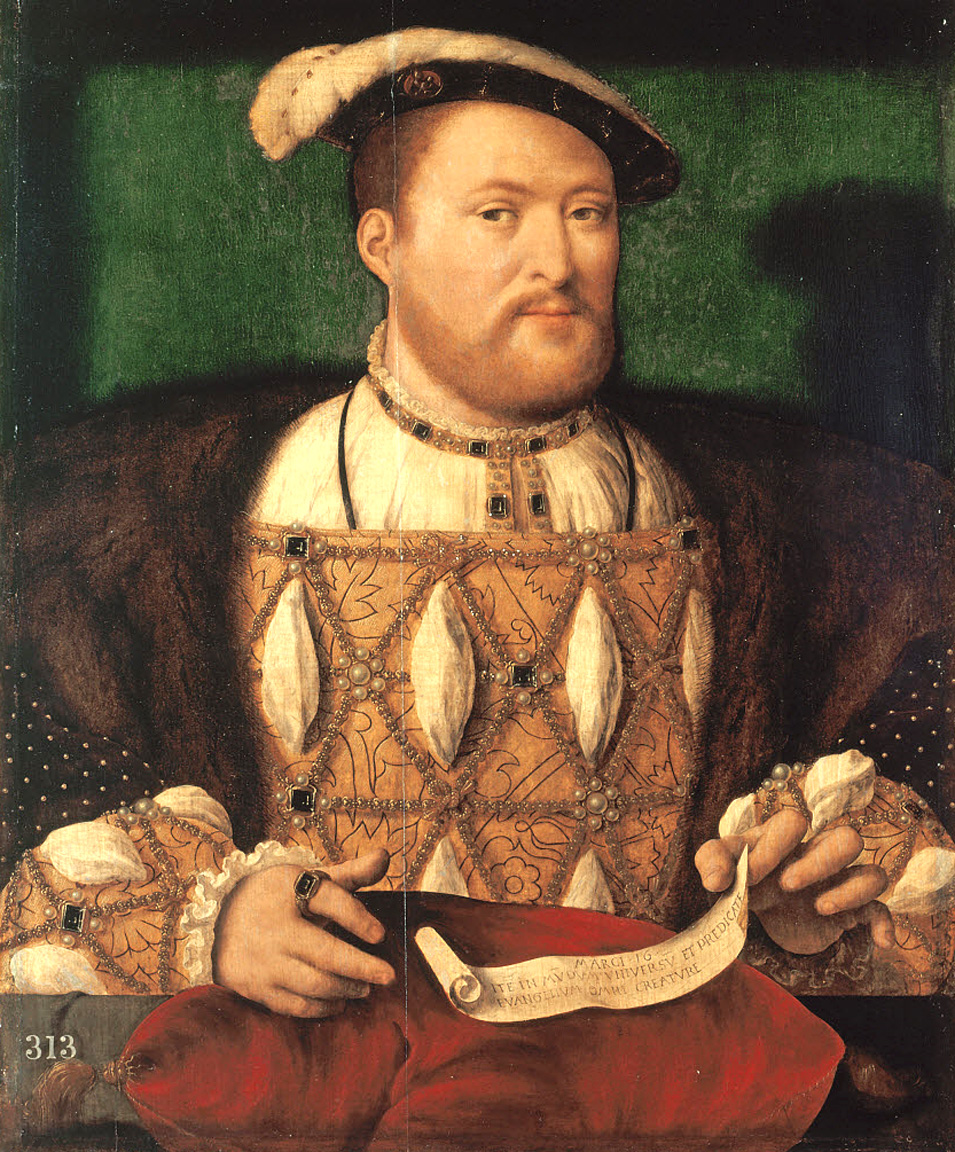
Portrait d'Henri VIII.

Les compétences de Joos van Cleve en tant que portraitiste étaient très appréciées, comme en témoigne une convocation à la cour de François Ier où il peint le roi (Philadelphia Museum of Art), la reine Éléonore de Habsbourg (Musée d'Histoire de l'art de Vienne) et d'autres membres de la cour. Son portrait d'Henri VIII d'Angleterre est de taille comparable à celui de François Ier (72,1 × 59,2 cm) et les compositions et costumes des deux portraits sont similaires. Certains historiens ont interprété cela comme une preuve que les portraits étaient des pendentifs peints pour commémorer la rencontre des deux rois à Calais et Boulogne les 21 et 29 octobre 1532, dont Joos aurait pu être témoin. D'autres historiens ont proposé le point de vue alternatif selon lequel van Cleve aurait basé le portrait d'Henri VIII sur celui de François Ier sans rencontrer le roi d'Angleterre. Il aurait peut-être espéré que ce geste pourrait lui valoir à l'avenir des commissions royales anglaises.

### Vierge à l'Enfant et Sainte Famille
Les petites images dévotionnelles de la Vierge Marie constituent les revenus réguliers des ateliers de peinture du début du XVe siècle ; Joos van Cleve produit de nombreux types différents de la Vierge à l'Enfant, de la Sainte Famille et de la Vierge à l'Enfant avec sainte Anne. Dans certains cas, la version originale a été perdue, mais le modèle peut être recouvré grâce aux nombreuses répliques produites par son atelier et ses copistes. La plupart d'entre elles ont sans aucun doute été produites sans commission spécifique, et beaucoup ont été distribuées par des agents et des revendeurs à travers l'Europe, pour les maisons des riches personnages.
La Sainte Famille est un thème très apprécié dans l'atelier de Joos van Cleve et occupe une place particulière. Aucune ou pratiquement aucune version de ce sujet, qui, compte tenu du grand nombre de copies conservées, devait être très populaire au début du XVIe siècle, n'a été trouvée chez les contemporains de Joos tels que Bernard van Orley, Jan Gossaert, Quinten Massijs ou chez des prédécesseurs tels que Hans Memling et Gerard David. La Sainte Famille était un sujet nouvellement populaire dans les petites peintures dévotionnelles, reflétant un intérêt théologique et dévotionnel accru pour le rôle de saint Joseph. Le tableau de Joos daté vers 1512 au Metropolitan Museum of Art de New York est l'un des premiers exemples de ce nouveau type de peinture, avec les figures de la Vierge de Lucques de Jan van Eyck (vers 1435, musée Städel, Francfort) resserrées sur un gros plan avec des détails de natures mortes domestiques et l'ajout de saint Joseph par-dessus l'épaule de la Vierge. Le vin et les fruits au premier plan font référence à l'incarnation et au sacrifice futur du Christ. Ils font également allusion au genre émergent de la nature morte en Flandre,.
Ce type de composition existe dans des versions très similaires, dont une au musée des Beaux-Arts de Budapest et une autre vendue chez Sotheby's le 30 janvier 2014. Elle est pleine de charme et de tendresse et est populaire à son époque ainsi qu'auprès des collectionneurs ultérieurs. La composition montre la Vierge avec un manteau rouge brillant, doublé de fourrure et richement brodé de perles le long du bord extérieur. La Vierge est assise dans un espace en forme de loggia avec des fenêtres ouvertes à travers lesquelles un paysage montagneux lointain est visible. Elle a les lèvres entrouvertes dans un léger sourire tandis qu'elle aide l'Enfant Jésus à boire dans un verre de vin rouge, symbole des souffrances futures et du sang du Christ et de l'Eucharistie. Les couleurs ressemblant à des joyaux et les détails du costume de la Vierge et de l'oreiller en brocart au premier plan sont caractéristiques de la peinture néerlandaise de cette période.
Un nouveau type dévotionnel de la Vierge seule, les mains jointes en prière, apparaît également dans de nombreuses versions, pouvant être  une Mater dolorosa.

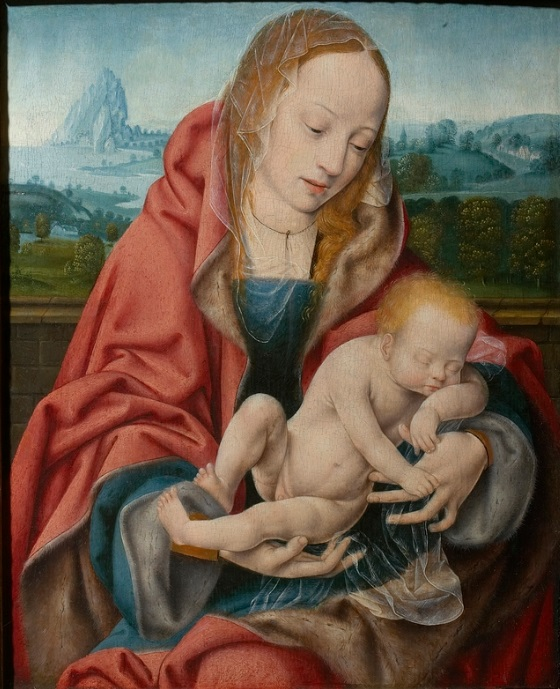
Vierge et l'Enfant dormant dans un paysage, 1515-1520.
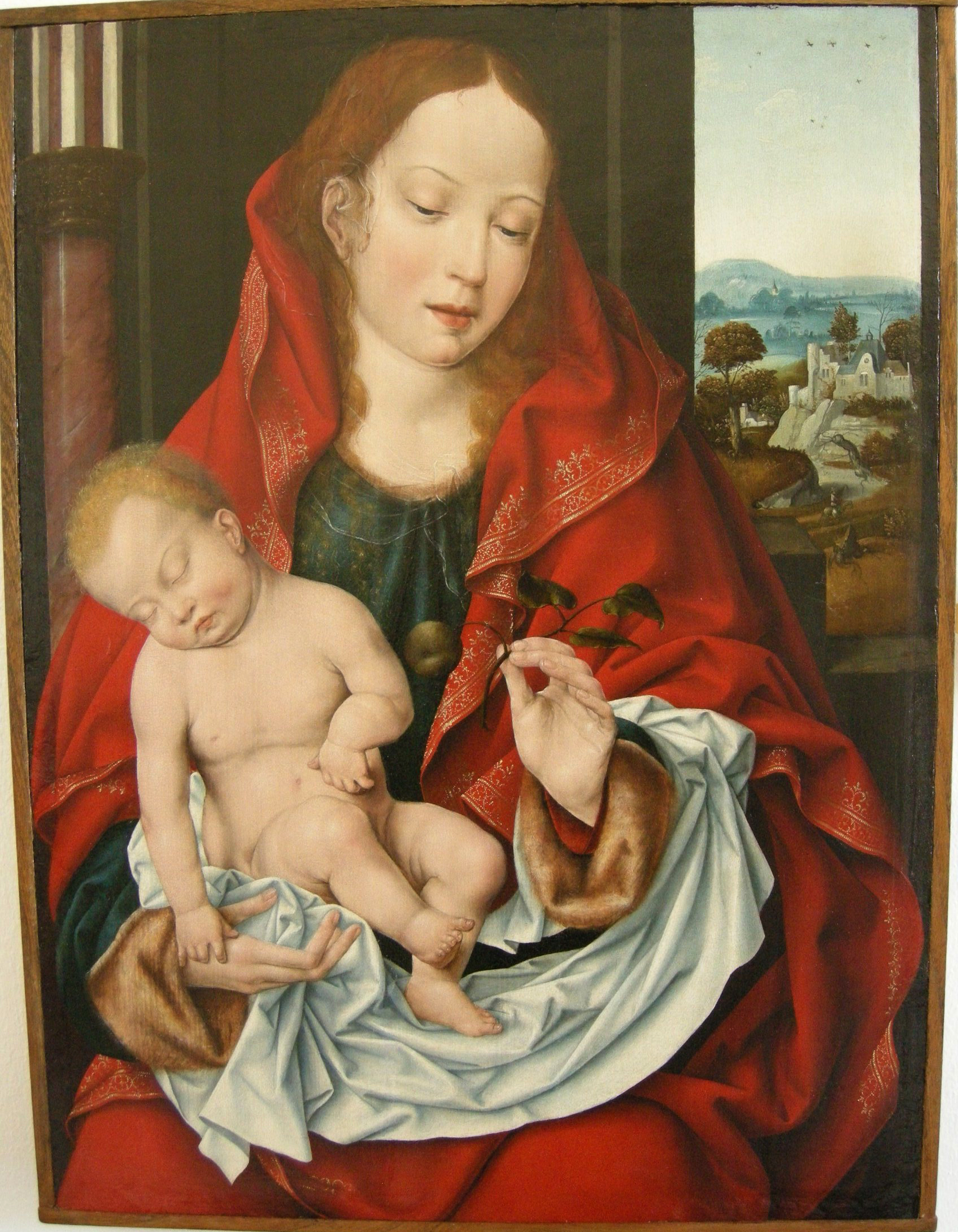
Vierge à l'Enfant, Palazzo Bianco, Gênes.
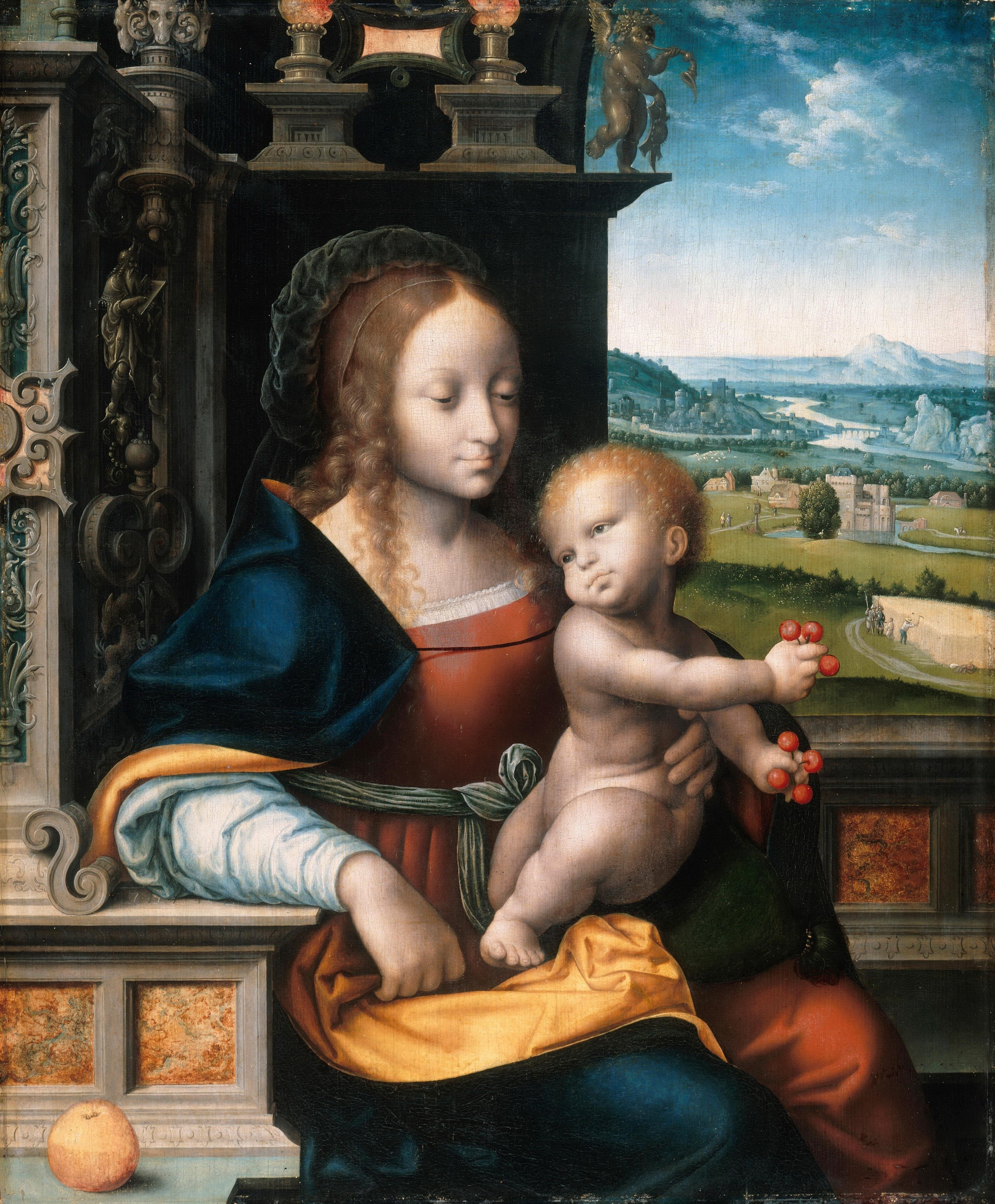
Vierge aux cerises, Berlin, v. 1525.
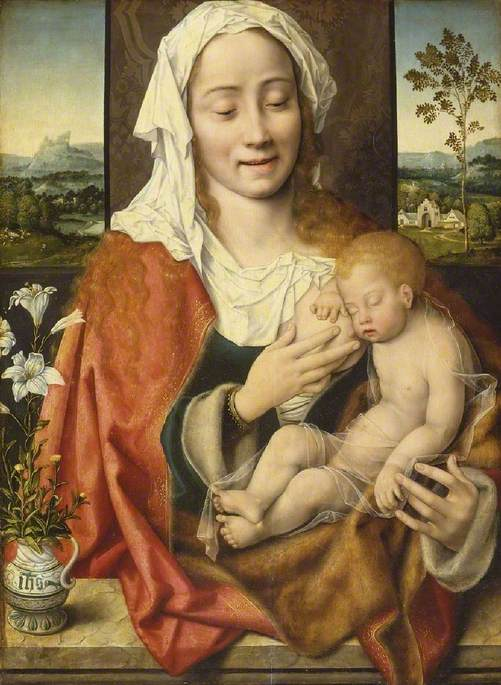
Vierge à l'Enfant, Fitzwilliam Museum, v. 1525-1530.
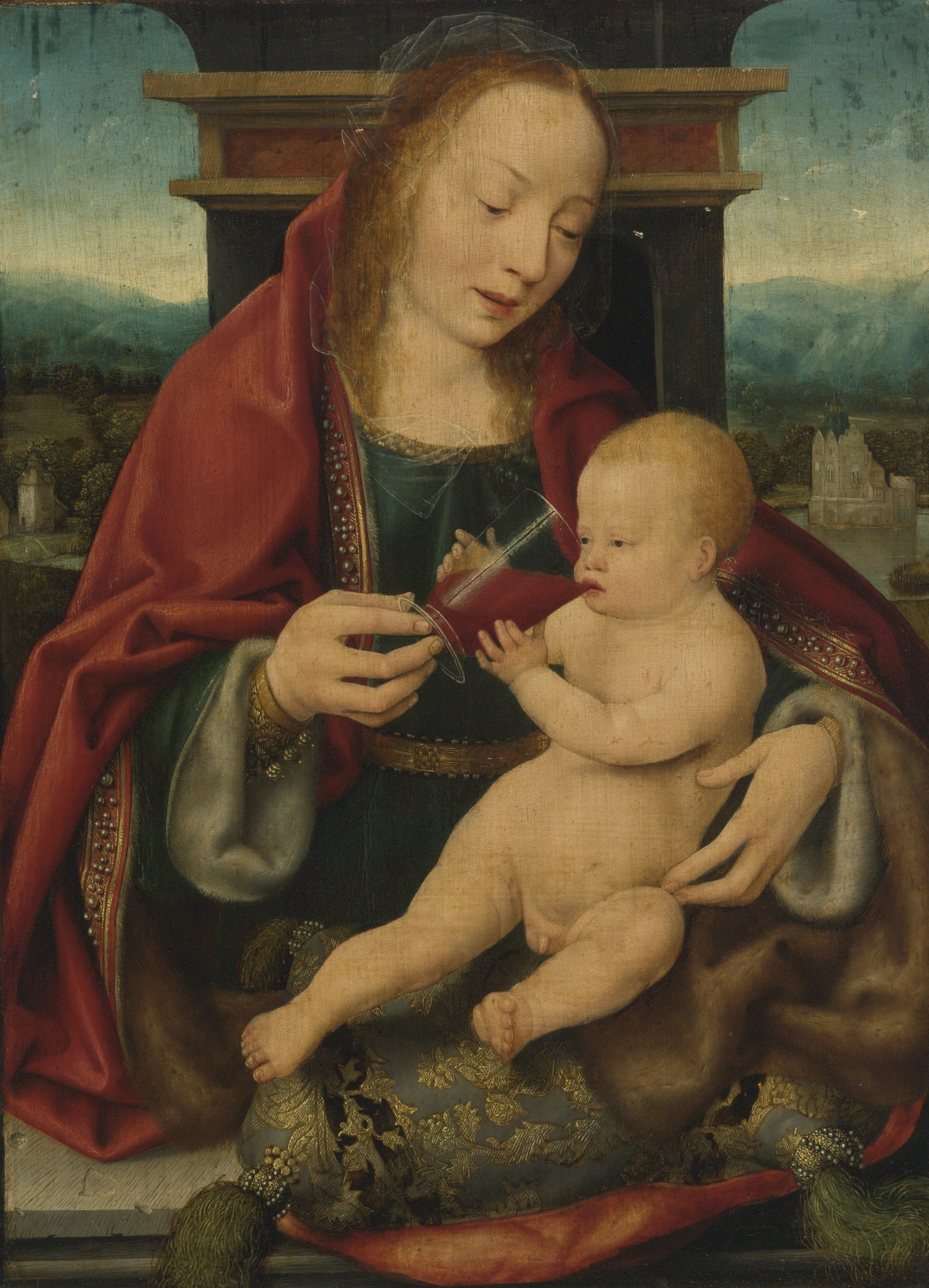
Vierge avec l'Enfant buvant du vin, vendu par Sotheby's en 2014.
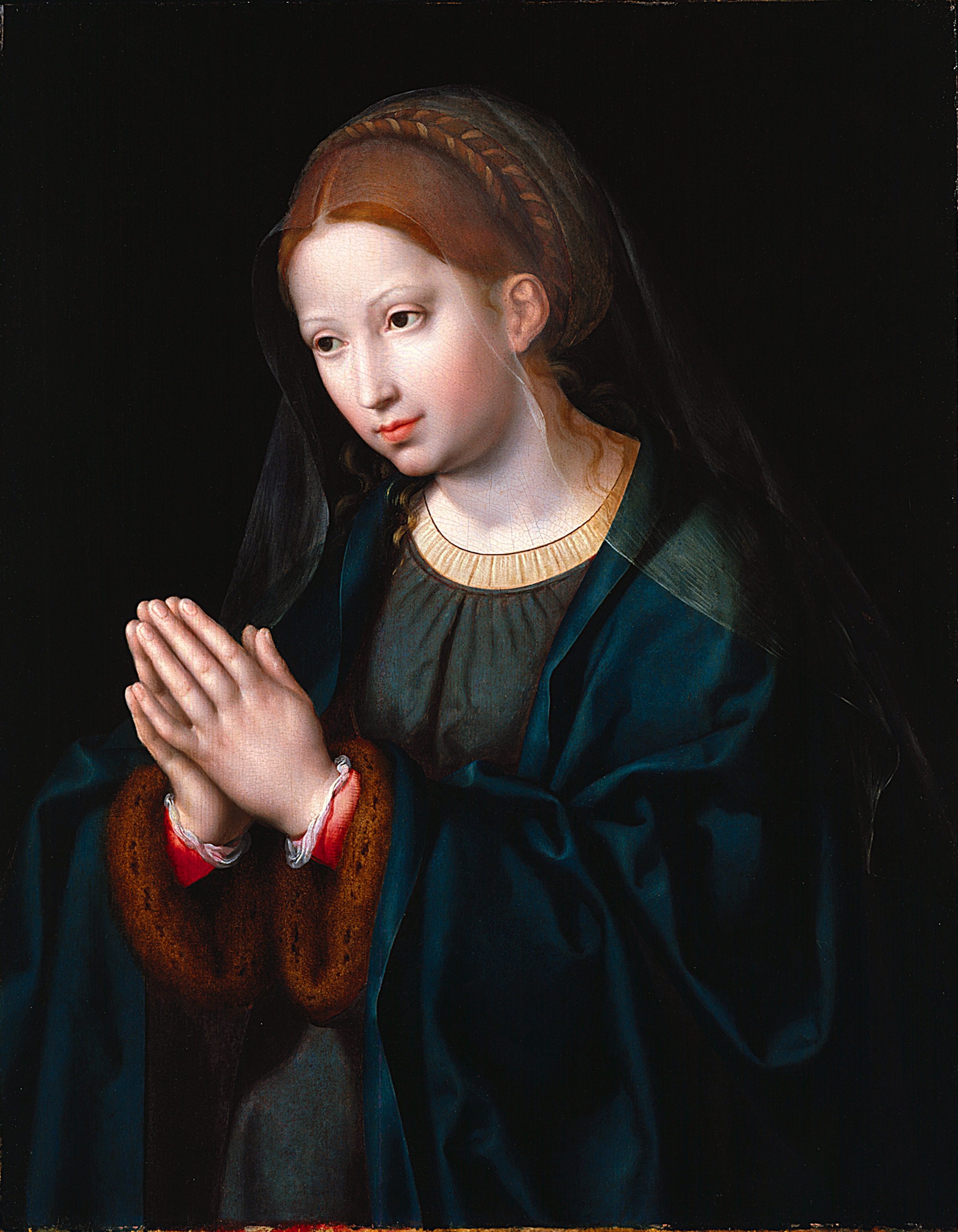
La Vierge en prière, Minneapolis Institute of Arts.
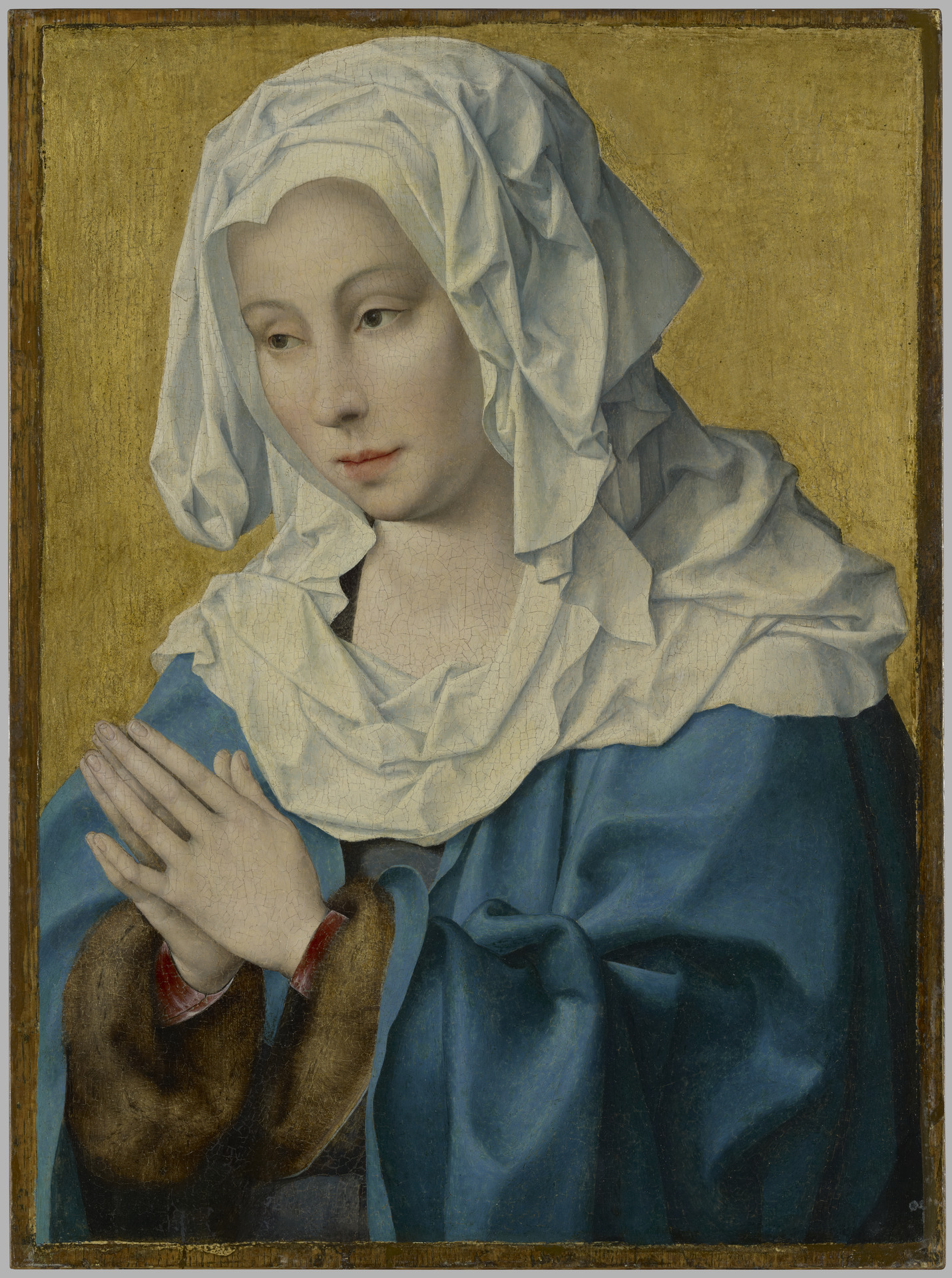
La Vierge en prière, Yale.
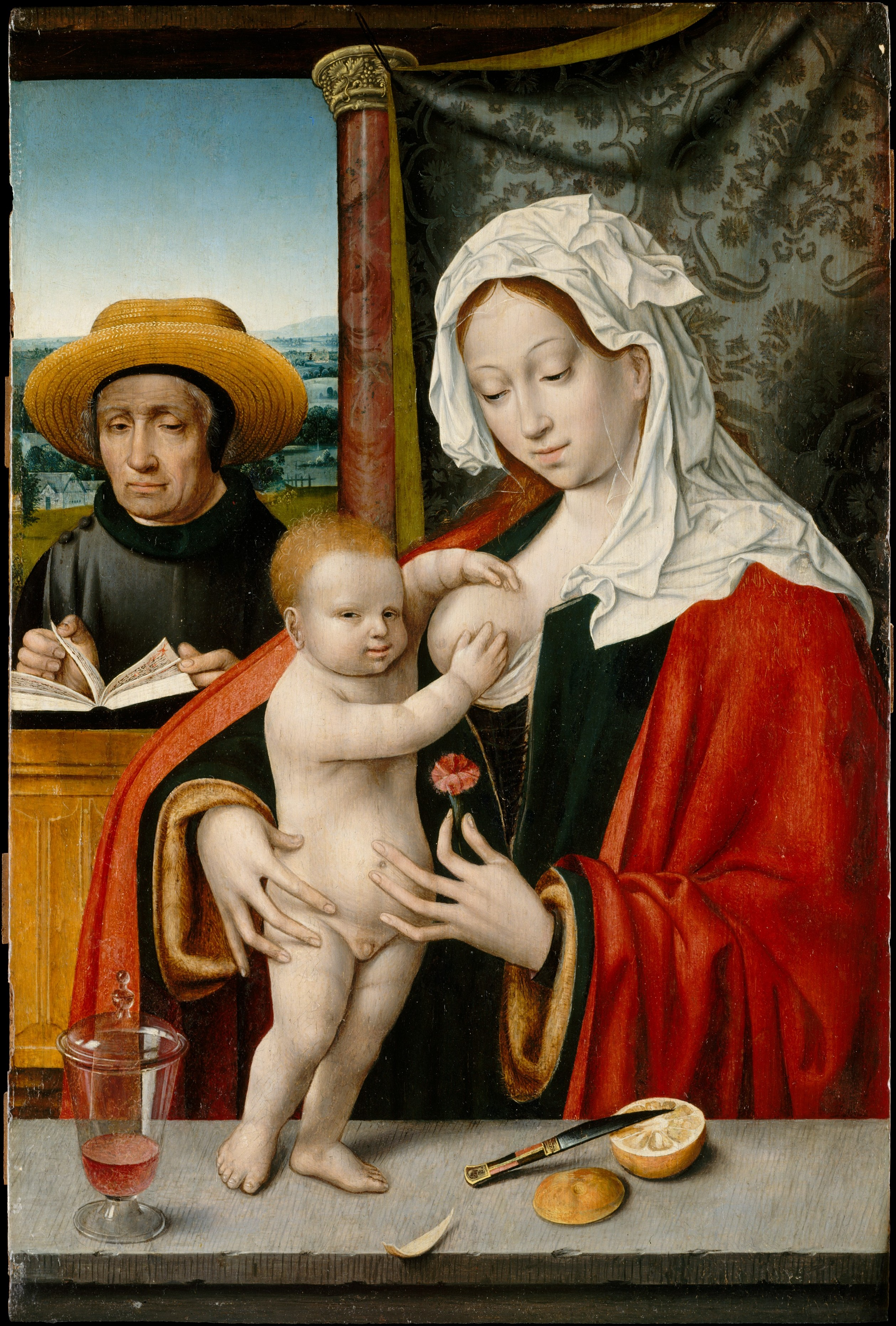
Sainte Famille.

### Saint Jérôme
Saint Jérôme de Stridon suscite l'intérêt et devient populaire après la publication en 1516 de l'ensemble de neuf volumes d'Érasme, préfacés d'une biographie, et l'intérêt général accru pour le texte de la Bible. Jérôme avait compilé la Vulgate qui reste la version officielle de l'Occident chrétien jusqu'à ce que la Réforme protestante soit bien avancée.
Des peintures de saint Jérôme sont réalisées par Joos et son atelier, apparemment à partir de 1521, selon trois types de base : pénitent au milieu d'un paysage désertique, avec son attribut, le lion ; en buste ou à mi-corps dans un bureau encombré, souvent avec un crâne sur son bureau ; et enfin dans son bureau, nu jusqu'à la taille et tenant une pierre. Les deux premiers ne sont pas originaux et empruntent notamment à Albrecht Dürer ; le dernier, datant des années 1520, est une combinaison inhabituelle d'un type de personnage habituellement vu à l'extérieur avec un cadre d'étude à l'intérieur. Dans certaines versions de ce type, il existe des inscriptions faisant référence au Jugement dernier. Diverses inscriptions dans le deuxième type, généralement sur le mur du fond, exhortent également à penser à la mort et au jugement. Ce dernier type n'est probablement connu que par de nombreux ateliers ou versions ultérieures.

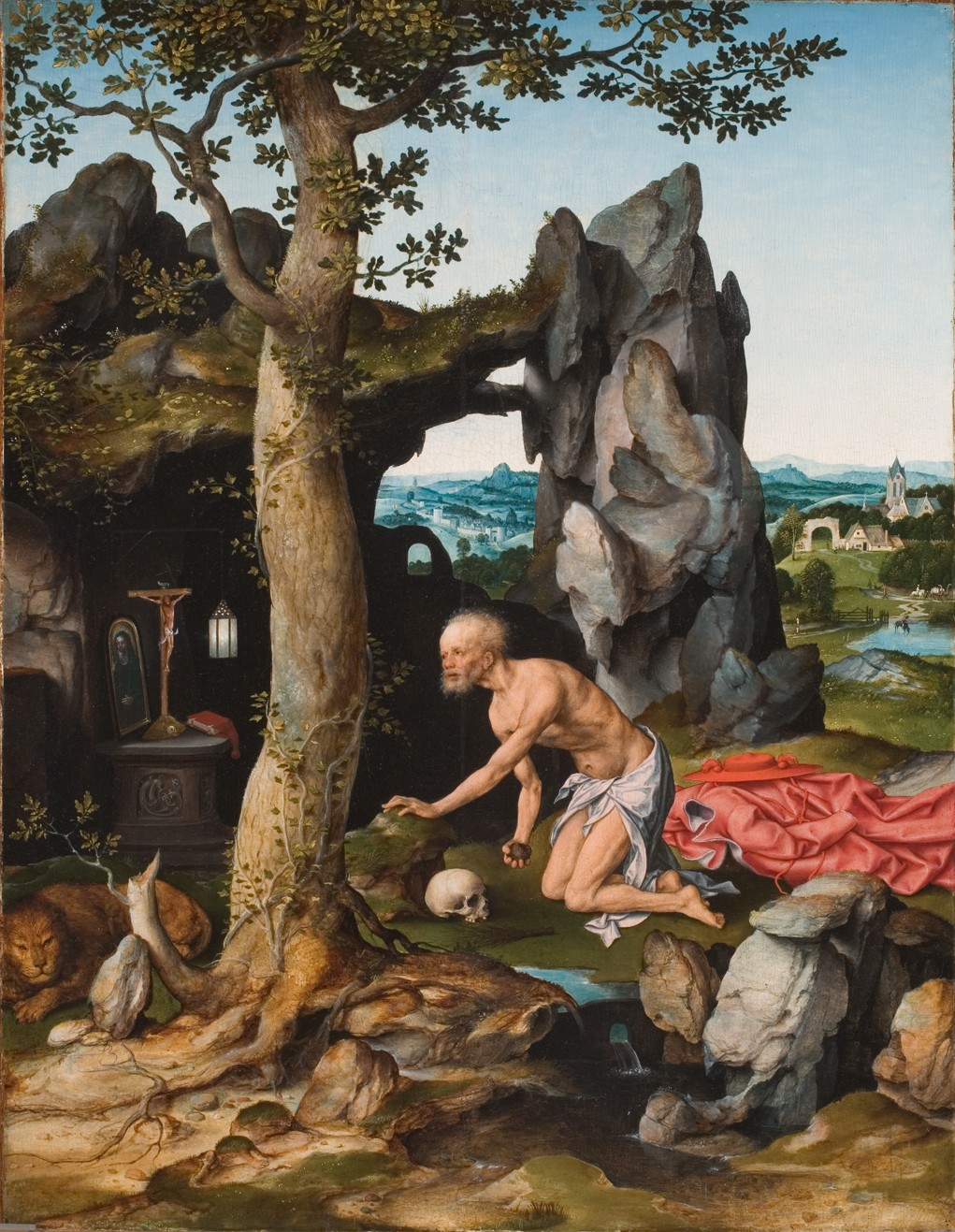
Saint Jérôme en pénitence.
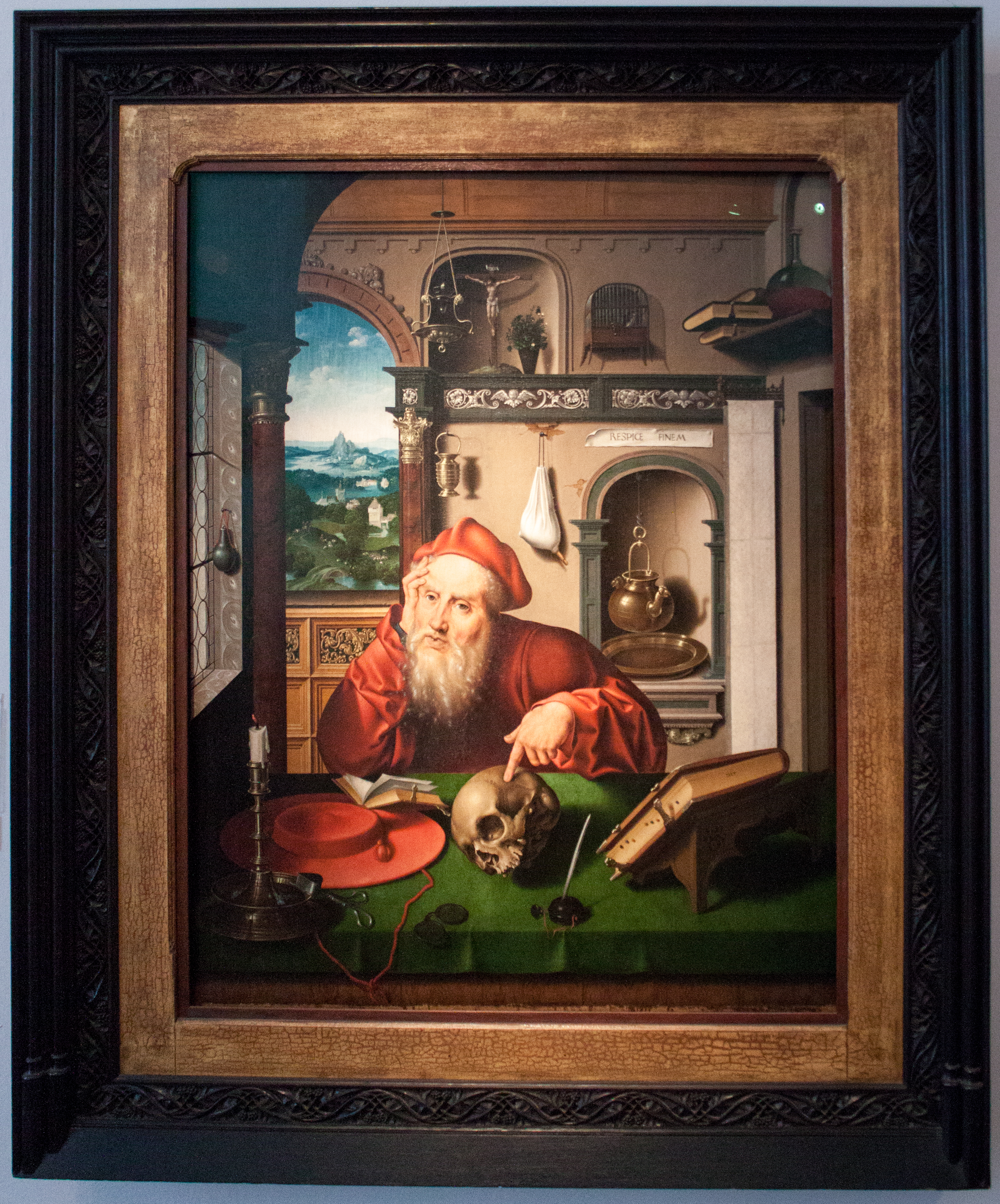
Saint Jérôme dans son étude.
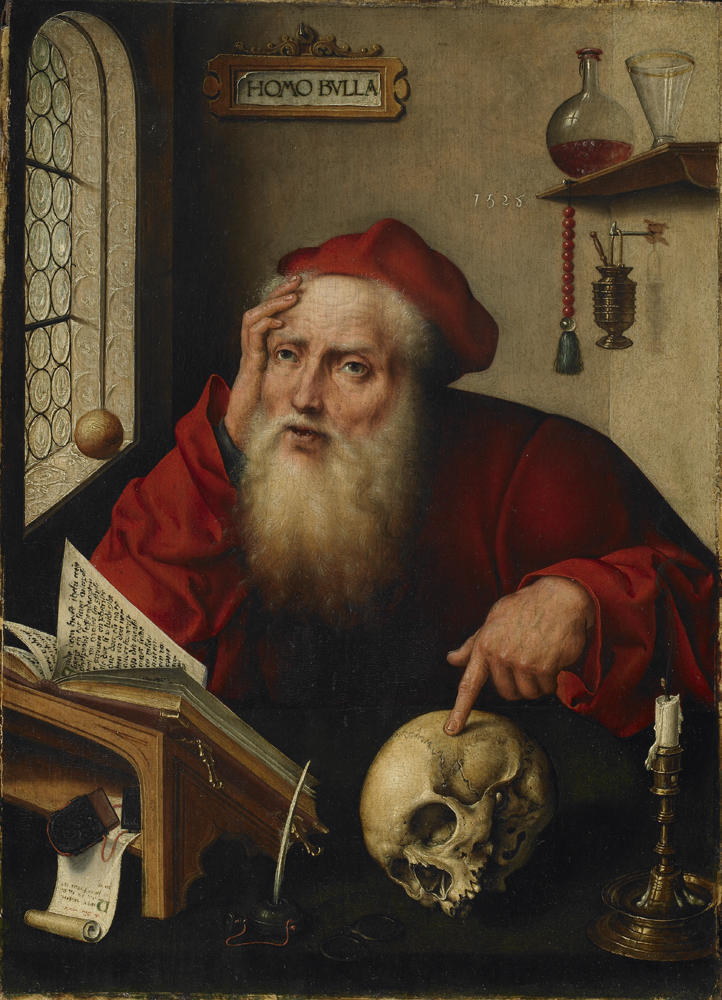
Saint Jérôme dans son atelier, 1528, Princeton, avec l'inscription HOMO BULLA (« l'homme est une bulle ») sur le mur.
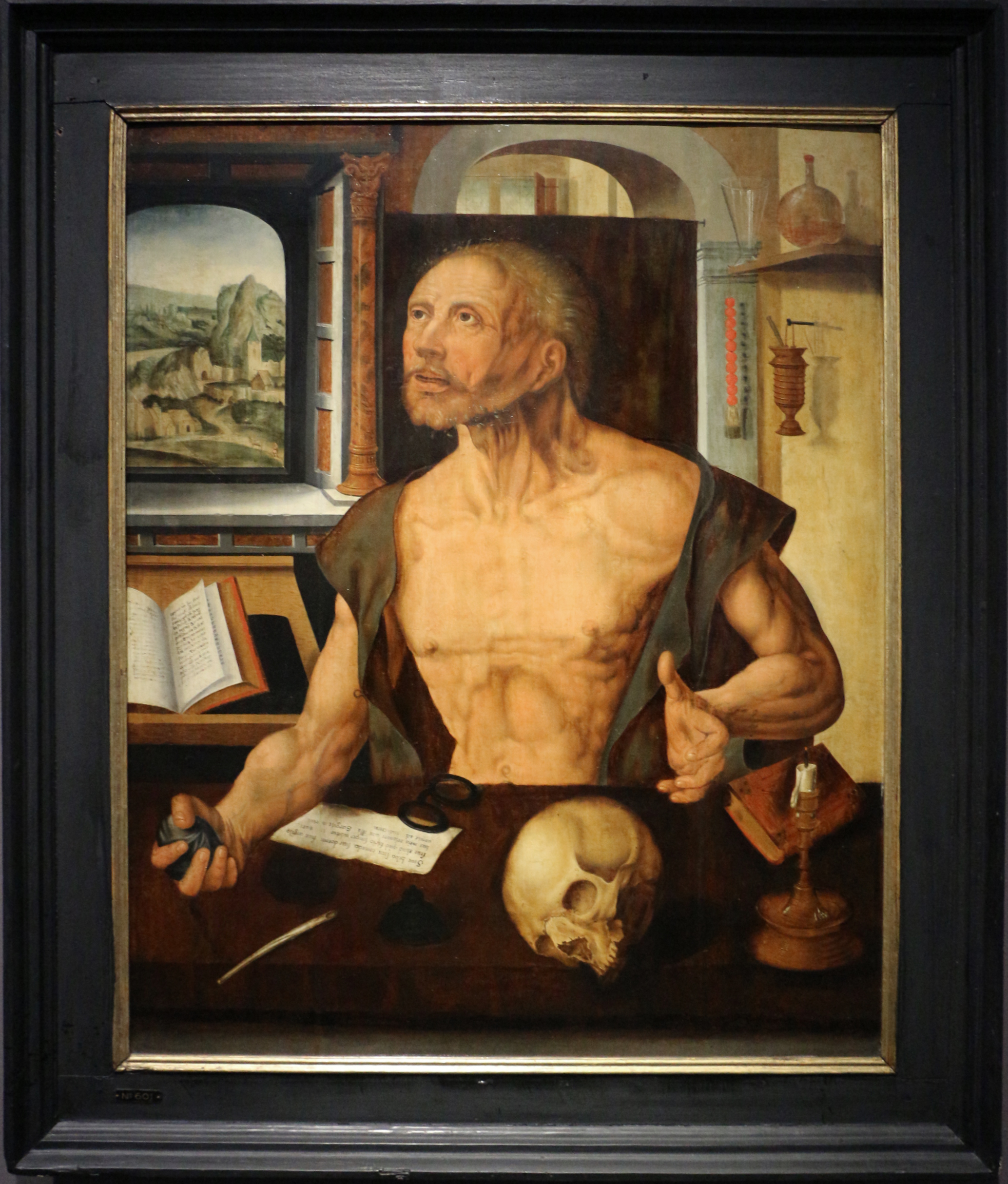
Saint Jérôme dans son étude avec une pierre.

## Œuvres de l'atelier

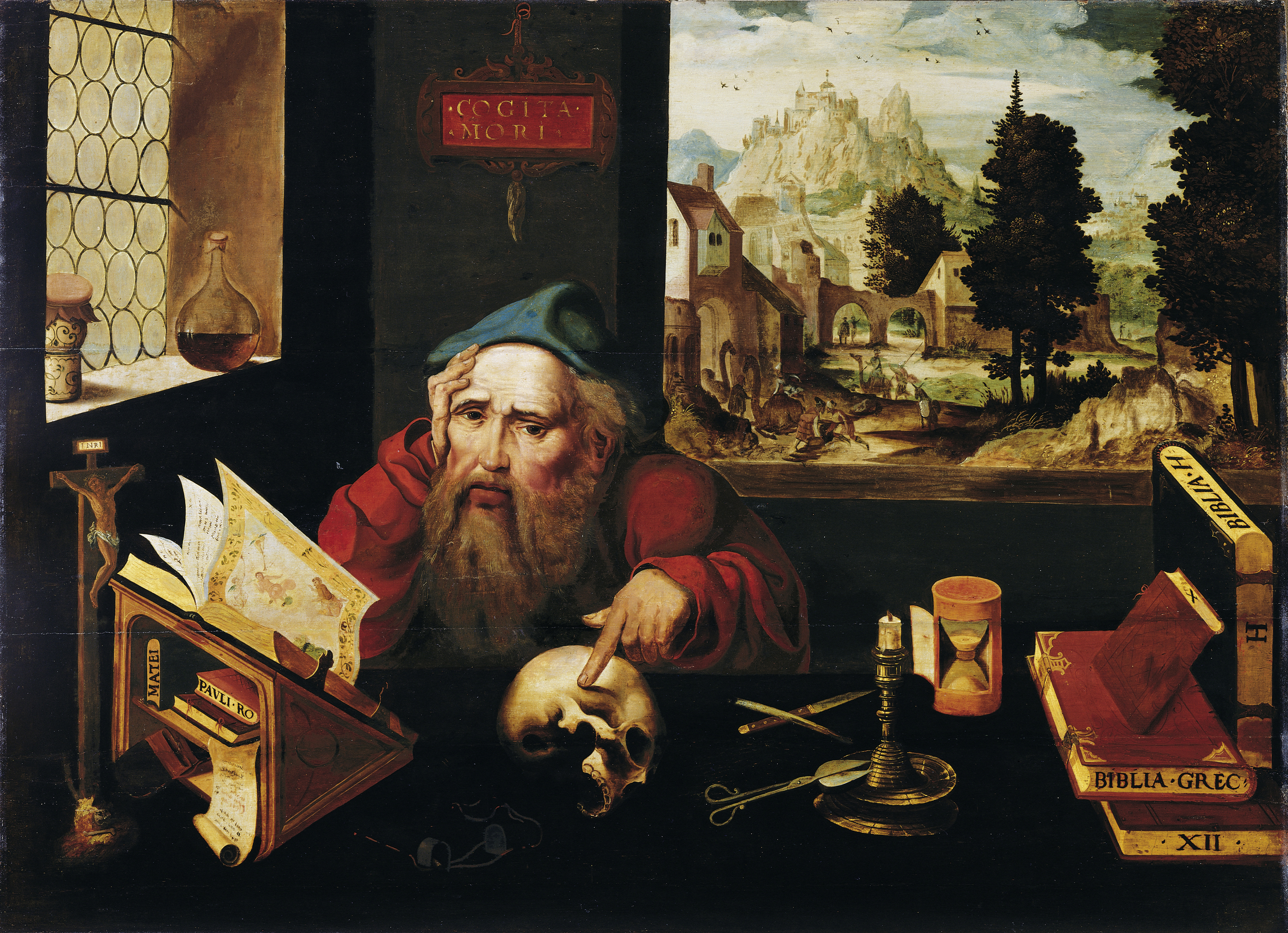
Atelier de Joos van Cleve, Saint Jérôme dans sa salle d'étude, Museum Kunstpalast, Düsseldorf.

Outre les grandes commandes réalisées par Joos van Cleve, un grand nombre d'œuvres ont également été réalisées dans l'atelier du maître. Par exemple, vingt-cinq panneaux de la Vierge à l'Enfant aux cerises, probablement basés sur un panneau perdu de Léonard de Vinci, sont connus et associés à Van Cleve. Quinze versions du Christ et de Jean-Baptiste enfant, également d'après Léonard de Vinci, ont été trouvées, treize de Saint Jérôme dans sa salle d'étude d'après une œuvre d'Albrecht Dürer et plus de trente de la Sainte Famille, la liste étant loin d'être exacte et complète. Cent cinquante des trois cents œuvres attribuées à Van Cleve et à son atelier sont des productions en série. Joos a formé cinq étudiants tout au long de sa carrière, dont trois ont été acceptés comme maîtres dans la seconde moitié des années 1530. C’est précisément durant cette période que sont créées un grand nombre d’œuvres que l’on peut qualifier de « productions en série ».
Des maquettes et des cartons sont utilisés pour créer ces œuvres afin de rendre la production la plus efficace et la plus rapide possible. Les dessins de base ainsi créés sont difficiles à attribuer à un artiste spécifique, mais chaque élève peut facilement appliquer un dessin de base sur le panneau préparé à l'aide d'une carte perforée ou blister.
La qualité de finition de ces œuvres varie considérablement. Certaines peintures sont très détaillées et raffinées, tandis que d’autres ont reçu beaucoup moins d’attention. La plupart des œuvres n'ont pas été peintes par un seul artiste mais par l'atelier. Mais même s'il existe une différence manifeste entre les artistes qui ont réalisé l'œuvre, on peut dire que l'atelier de Joos van Cleve garantissait la qualité.

## Peintures dans les collections publiques
Aucune correspondance formelle n'a pu être établie entre les documents d'archive d'Anvers qui mentionne le peintre Joos van der Beke, dit Joos van Cleve, et l'œuvre qui lui a été attribué.
La reconstitution de l'œuvre du peintre, réalisée sur plus d'un siècle sur la base de trois tableaux portant le monogramme JB, constitue donc une hypothèse.
  ● La puce bleue signale les œuvres marquées du monogramme.

  ● La puce verte signale les œuvres de Joos van Cleve.

  ● La puce orange signale les œuvres de l'atelier de Joos van Cleve.
  ● La puce rouge signale les œuvres attribuées à Joos van Cleve.
Classement par lieu de conservation (pays et ville).

### Allemagne
● Noli me tangere, huile sur panneau, 59 × 48 cm, Aken, Suermondt-Ludwig-Museum, inv. GK 97.
● Triptyque de la Mort de Marie, marqué du monogramme « I VA b » , huile sur panneaux, 65 × 125,5 cm ; 66,8 × 59 cm, Cologne, Wallraf-Richartz-Museum, inv. 430.
● Triptyque de la mort de Marie, huile sur panneau, 127 × 154 cm ; 127 × 70 cm, Munich, Alte Pinakothek, inv. 150-151-152.

### Autriche
● Portrait de Maximilien Ier (1459-1519), huile sur bois, 28,5 × 22,3 cm, Vienne, Kunsthistorisches Museum, inv. GG_972.
● Nativité, huile sur bois, 75 × 55 cm, Vienne, Kunsthistorisches Museum, inv. GG_6347.
● Lucrèce, huile sur bois, 75,7 × 53,9 cm, Vienne, Kunsthistorisches Museum, inv. GG_833 (fig. 1).
● Triptyque, huile sur panneaux, 94,5 × 70 cm ; 94,5 × 30 cm, Vienne, Kunsthistorisches Museum, inv. GG_938.
● Vierge à l'Enfant, huile sur bois, 74,3 × 56 cm, Vienne, Kunsthistorisches Museum, inv. GG_836 (fig. 2).
● Eléonore d’Autriche (1498-1558), reine de France, huile sur bois, 35,5 × 29,5 cm, Vienne, Kunsthistorisches Museum, inv. GG_6079 (fig. 3).

### Belgique
● L'Enfant Jésus et Saint Jean, huile sur panneau de chêne, 72,5 × 54 cm, Bruxelles, Musées royaux des Beaux-Arts de Belgique, inv. 7224.
● Repos pendant la fuite en Égypte, huile sur panneau de chêne, 54 × 67,5 cm, Bruxelles, Musées royaux des Beaux-Arts de Belgique, inv. 2928.
● Sainte Anne trinitaire et Saint Joachim, huile sur panneau de chêne chantourné, 109 × 74 cm, Bruxelles, Musées royaux des Beaux-Arts de Belgique, inv. 565.

### Espagne
● Autoportrait, huile sur panneau, 38 × 27 cm, Madrid, Museo Thyssen-Bornemisza, inv. 89 (1930.128).
● L'Enfant Jésus sur un globe, huile sur panneau, 37 × 26 cm, Madrid, Museo Thyssen-Bornemisza, inv. 90 (1975.6).

### États-Unis
● Saint Jérôme, 1521, huile sur bois, 99,7 × 83,8 cm, Cambridge, Fogg Museum, inv. 1961.26.
● Adoration des mages, triptyque, huile sur panneaux de chêne, 88,9 × 64,8 cm ; 88,9 × 27,9 cm, Detroit, Detroit Institute of Arts, inv. 45.420.
● Portrait de François Ier, roi de France, huile sur panneau, 72,1 × 59,2 cm, Philadelphie, Philadelphia Museum of Art, inv. 769.
● Fuite en Égypte, huile sur panneau, 64,7 × 44,5 cm, Porto Rico, Museo de Arte de Ponce, inv. ? (fig. 4).
● Déposition, huile sur panneau, 114,9 × 126,4 cm, Philadelphie, Philadelphia Museum of Art, inv. 373.
● Crucifixion avec saints et donateurs, triptyque, huile sur panneaux, 98,4 × 74,3 cm ; 101 × 32,7 cm, New York, Metropolitan Museum of Art, inv. 41.190.20a–c.
● Vierge à l'Enfant, huile sur panneau, 72,1 × 54 cm, New York, Metropolitan Museum of Art, inv. 1982.60.47.
● Sainte Famille, huile sur bois, 51,8 × 37,1 cm, New York, Metropolitan Museum of Art, inv. 41.190.19.
● Sainte Famille, huile sur bois, 42,5 × 31,8 cm, New York, Metropolitan Museum of Art, inv. 32.100.57.
● Portrait de François Ier, roi de France, huile sur panneau, 40,6 × 32,7 cm, New York, Metropolitan Museum of Art, inv. 32.100.120.
● Annonciation, huile sur bois, 86,4 × 80 cm, New York, Metropolitan Museum of Art, inv. 32.100.60.
● Jugement dernier, huile sur bois, 123,8 × 86,4 cm, New York, Metropolitan Museum of Art, inv. 40.174.1 (fig. 5).

### France
● Éléonore d’Autriche (1498-1558), reine de France, huile sur bois, 40 × 30,5 cm, Chantilly, musée Condé, inv. PE 98.
● Vierge à l'Enfant, huile sur bois, ? x ? cm, Limoges, musée des Beaux-Arts, inv. 2008.D1.5 (fig. 6).
● Portrait d'un seigneur de la famille Bentivoglio, huile sur panneau, Lyon, Musée des Beaux-Arts, inv. B 480.
● Sainte Famille, huile sur bois, 42 × 31 cm, Marseille, musée Grobet-Labadié, inv. 111.
● Vierge à l'Enfant avec donateur, huile sur bois, 45 × 31 cm, Marseille, musée Grobet-Labadié, inv. GL 110.
● Portrait d'homme, huile sur bois transposée sur toile, 66,5 × 55,5 cm, Nantes, musée des Beaux-Arts, inv. 580.
● François Ier (1494-1547), roi de France, huile sur bois, 71,4 × 59,2 cm, Paris, musée Carnavalet, inv. P.2214.
● Adam, 1507, volet gauche d'un triptyque, huile sur panneau de chêne cintré, 59,8 × 20,5 cm, Paris, musée du Louvre, inv. RF 839.
● Éve, 1507, volet droit d'un triptyque, huile sur panneau de chêne cintré, 60 × 20,2 cm, Paris, musée du Louvre, inv. RF 840.
● Vision de saint Bernard, huile sur panneau de chêne, 29 × 29 cm, Paris, musée du Louvre, inv. RF 2230.
● Portrait d'homme, huile sur bois, 63 × 53 cm, Paris, musée du Louvre, inv. 2105.
● Retable de la déploration du Christ, lunette, panneau central et prédelle, huile sur panneaux, 145 × 206 cm, Paris, musée du Louvre, inv. 1996.
● Salvator Mundi, huile sur bois, 54 × 40 cm, Paris, musée du Louvre, inv. RF 187.
● Vierge à l'Enfant avec un dominicain offrant son cœur, huile sur bois, 57 × 56 cm, Paris, musée du Louvre, inv. 2068.
● Saint Jean à Patmos, huile sur bois, 37,8 × 29,4 cm, Valenciennes, musée des Beaux-Arts, inv. P.47.15.

### Italie
● Portrait de Stefano Raggio, huile sur panneau, 27 × 38 cm, Gênes, Galerie nationale du Palais Spinola, inv. GNL 56/2001.
● L'Adoration des mages, triptyque, huile sur panneau, 131 × 217 cm, Naples, musée de Capodimonte, Inv. Q 12

### Japon
● Triptyque de la Crucifixion avec le donateur et sa femme, huile sur panneaux, 116 × 83 cm ; 117 × 36 cm, Tokyo, The National Museum of Western Art, inv. P.1976-0003.

### Pays-Bas
● Portrait de Maximilien Ier (1459-1519), huile sur bois, 34,6 × 24,4 cm, Amsterdam, Rijksmuseum, inv. SK-A-3293.
● Portrait d'un homme, huile sur panneau, 45,7 × 43,4 cm, Amsterdam, Rijksmuseum, inv. SK-A-165.

### Pologne
● Retable de Reinhold, polyptyque de 8 peintures, huile sur panneaux, centre : 194 × 158 cm, prédelle : 61 × 155 cm, volets : 194 × 158 cm, Varsovie, Muzeum Narodowe w Warszawie, inv. 185.007.

### Royaume-Uni
● Sainte Famille, huile sur panneau, 49,4 × 36,5 cm, Londres, The National Gallery, inv. NG2603.

### Dessins
● Décapitation de sainte Dorothée, encre sur papier, 210 × 145 mm, Amsterdam, Rijksmuseum, inv. RP-T-1921-481.

## Galerie

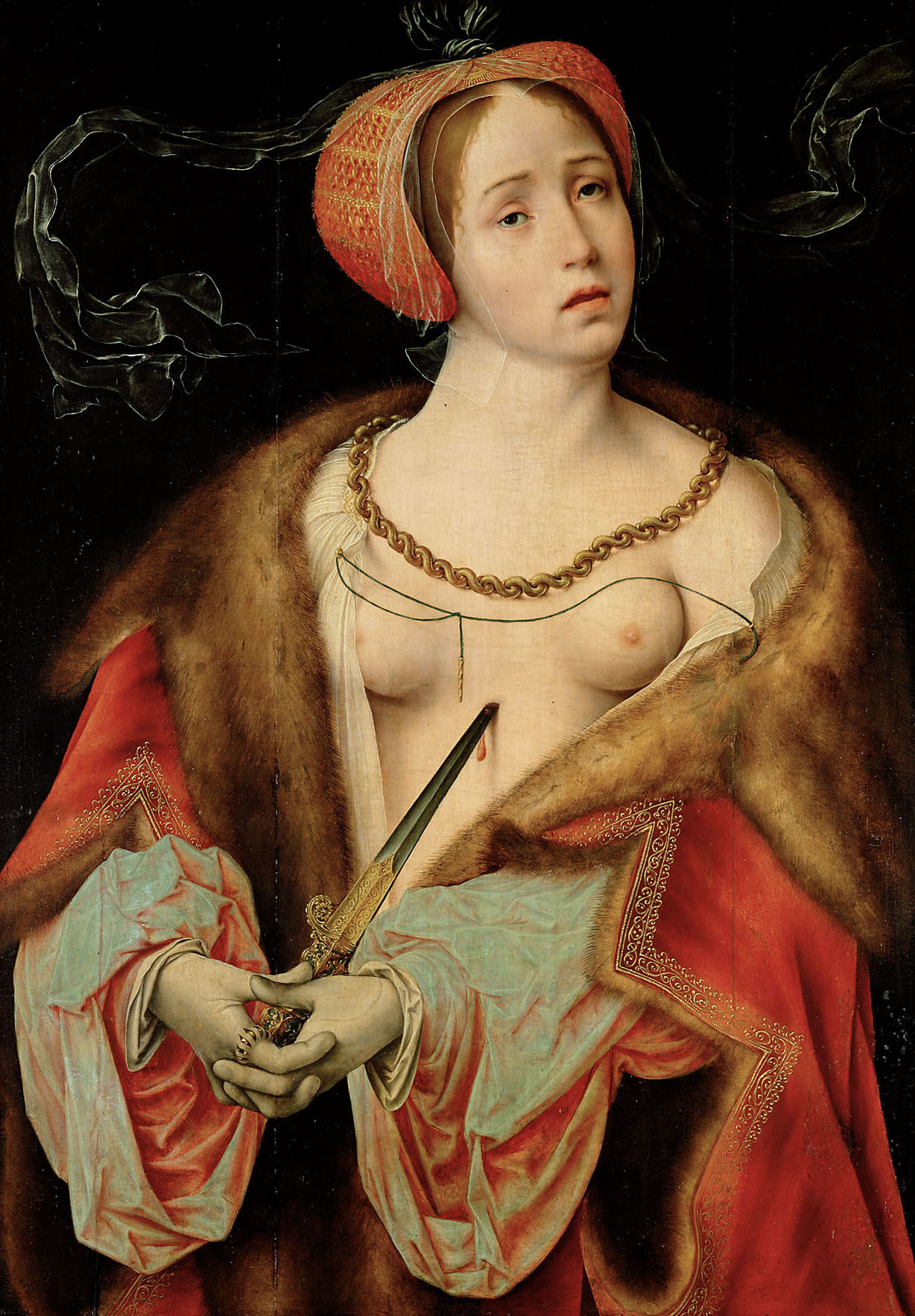
1. Lucrèce, Kunsthistorisches Museum, Vienne, inv. GG_833.
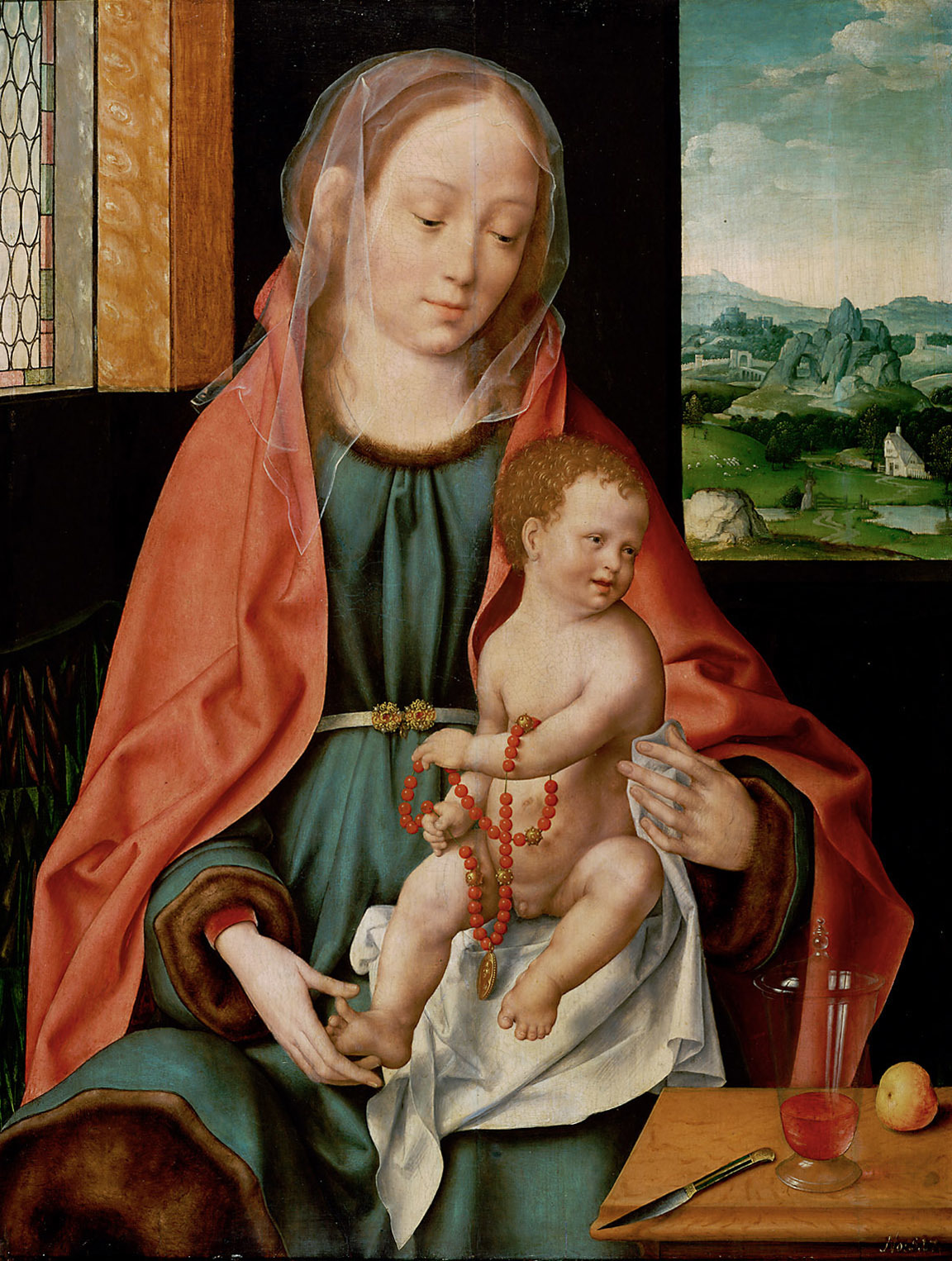
2. Vierge à l'Enfant, Kunsthistorisches Museum, Vienne, inv. GG_836.
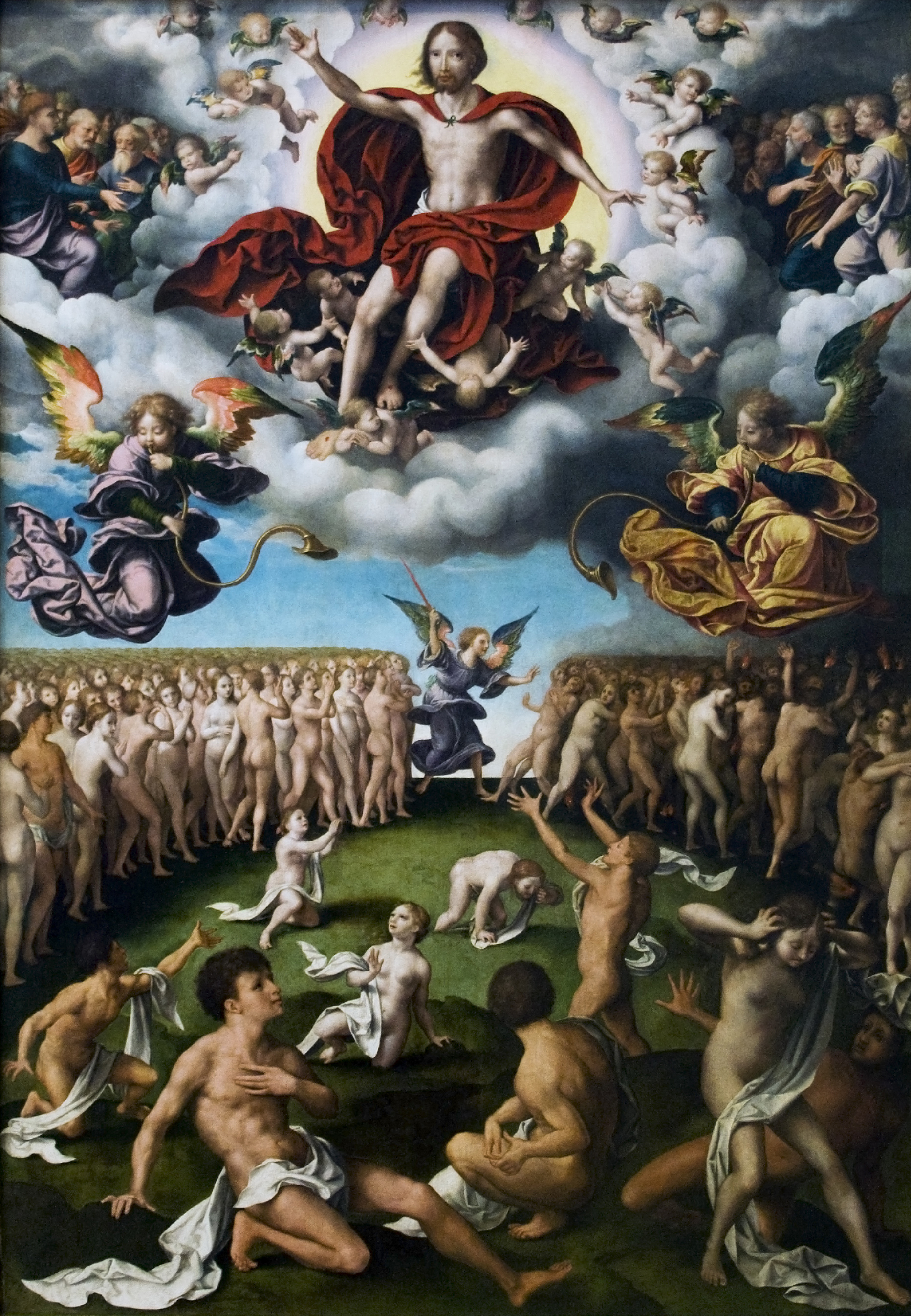
4. Jugement dernier, Metropolitan Museum of Art, New York, inv. 40.174.1.
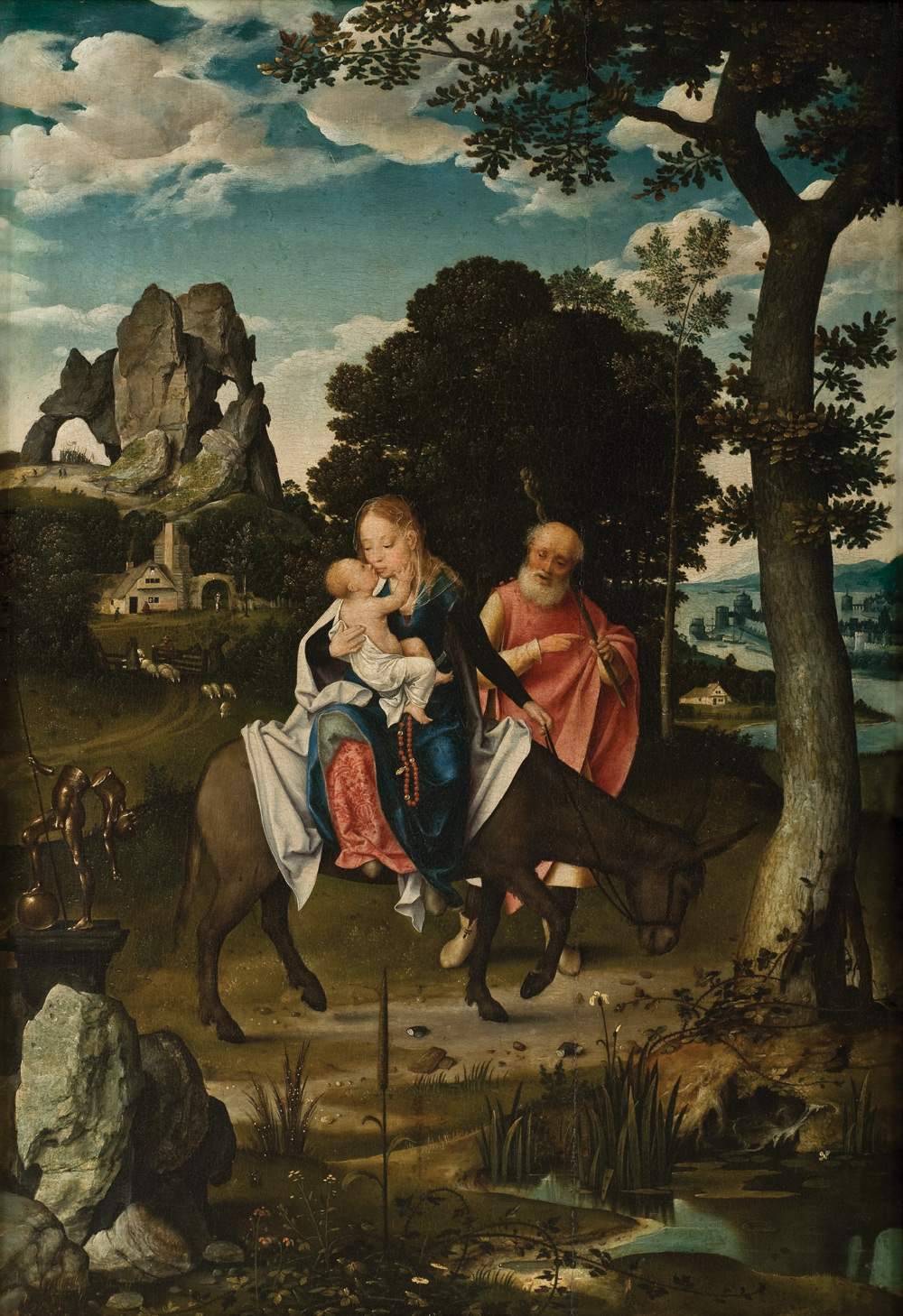
5. Fuite en Égypte, Museo de Arte de Ponce, Porto Rico, inv. ?
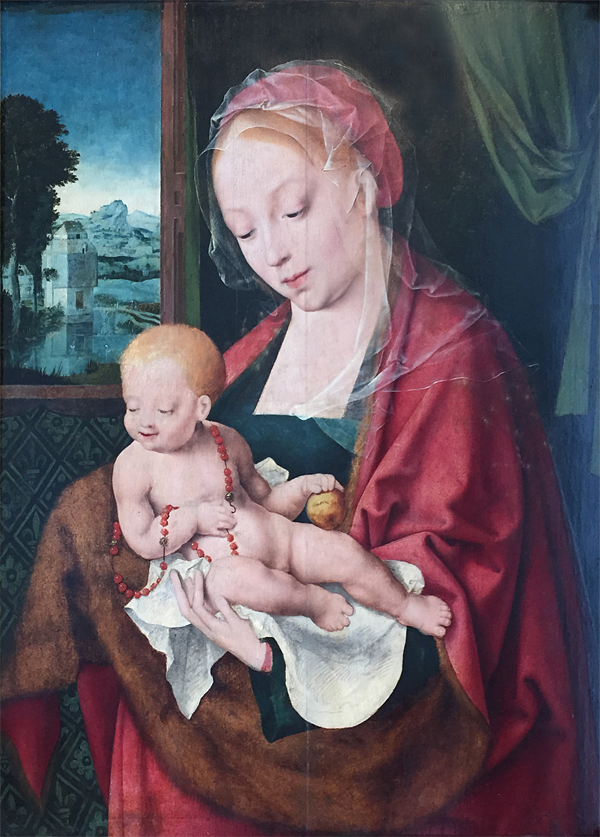
6. Vierge à l'Enfant, musée des Beaux-Arts, Limoges, inv. 2008.D1.5.
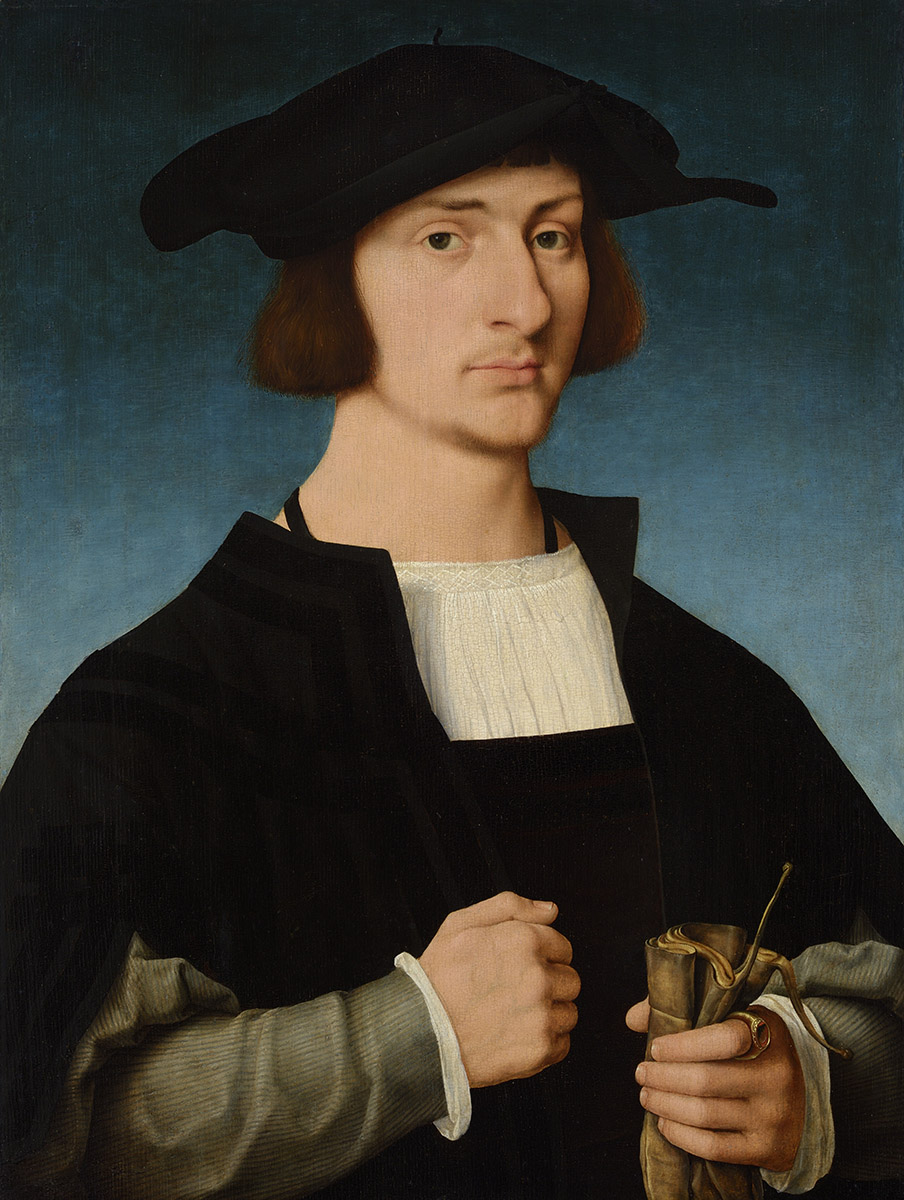
7. Portrait d'un jeune homme, vers 1520, musée des Beaux-Arts de Lyon